# Česká hokejová extraliga 2024/2025
Česká hokejová extraliga 2024/2025 je 32. ročníkem nejvyšší hokejové soutěže v České republice.

## Kluby podle krajů
- Praha: HC Sparta Praha
- Středočeský kraj: BK Mladá Boleslav, Rytíři Kladno
- Jihočeský kraj: Banes Motor České Budějovice
- Plzeňský kraj: HC Škoda Plzeň
- Karlovarský kraj: HC Energie Karlovy Vary
- Ústecký kraj: HC Verva Litvínov
- Liberecký kraj: Bílí Tygři Liberec
- Královéhradecký kraj: Mountfield HK
- Pardubický kraj: HC Dynamo Pardubice
- Jihomoravský kraj: HC Kometa Brno
- Olomoucký kraj: HC Olomouc
- Moravskoslezský kraj: HC Oceláři Třinec, HC Vítkovice Ridera

## Základní údaje na začátku sezony
| Klub                         | Hlavní trenér  | Kapitán                            | Předchozí sezona | Soupiska |
| ---------------------------- | -------------- | ---------------------------------- | ---------------- | -------- |
| HC Oceláři Třinec            | Zdeněk Moták   | Petr Vrána                         | Zlatá medaile    | zde      |
| HC Dynamo Pardubice          | Marek Zadina   | Lukáš Sedlák                       | Stříbrná medaile | zde      |
| HC Sparta Praha              | Pavel Gross    | Miroslav Forman a Vladimír Sobotka | Bronzová medaile | zde      |
| HC VERVA Litvínov            | Karel Mlejnek  | Matúš Sukeľ                        | 4. místo         | zde      |
| HC Kometa Brno               | Jaroslav Modrý | Martin Zaťovič                     | 5. místo         | zde      |
| Banes Motor České Budějovice | Ladislav Čihák | Milan Gulaš                        | 6. místo         | zde      |
| Bílí Tygři Liberec           | Filip Pešán    | Tomáš Filippi                      | 7. místo         | zde      |
| Mountfield HK                | Tomáš Martinec | Tomáš Pavelka                      | 8. místo         | zde      |
| HC VÍTKOVICE RIDERA          | David Bruk     | Juraj Mikuš                        | 9. místo         | zde      |
| HC Olomouc                   | Jan Tomajko    | Jiří Ondrušek                      | 10. místo        | zde      |
| HC Energie Karlovy Vary      | Pavel Patera   | Jiří Černoch                       | 11. místo        | zde      |
| HC Škoda Plzeň               | Josef Jandač   | Jan Schleiss                       | 12. místo        | zde      |
| BK Mladá Boleslav            | Richard Král   | Adam Jánošík                       | 13. místo        | zde      |
| Rytíři Kladno                | David Čermák   | Radek Smoleňák                     | 14. místo        | zde      |

## Výměny trenérů
V průběhu sezóny došlo ke změnám trenérů. Jejich přehled je uveden v tabulce:
| Tým                 | Datum změny        | Kolo | Pozice v tabulce | Odvolaný trenér  | Nově nastoupivší trenér |
| ------------------- | ------------------ | ---- | ---------------- | ---------------- | ----------------------- |
| HC Dynamo Pardubice | 9. října 2024      | 9.   | 2.               | Marek Zadina     | Václav Baďouček         |
| HC VÍTKOVICE RIDERA | 16. listopadu 2024 | 19.  | 10.              | David Bruk       | Vlastimil Wojnar        |
| HC Dynamo Pardubice | 13. ledna 2025     | 36.  | 3.               | Václav Baďouček  | Miloslav Hořava         |
| HC VÍTKOVICE RIDERA | 16. ledna 2024     | 36.  | 12.              | Vlastimil Wojnar | Václav Varaďa           |

## Konečná tabulka základní části
| Poř. | Tým                          | Z  | V  | VP | PP | P  | VG  | OG  | B   |
| ---- | ---------------------------- | -- | -- | -- | -- | -- | --- | --- | --- |
| 1.   | HC Sparta Praha              | 52 | 29 | 7  | 3  | 13 | 177 | 110 | 104 |
| 2.   | Mountfield HK                | 52 | 26 | 4  | 5  | 17 | 137 | 130 | 91  |
| 3.   | HC Dynamo Pardubice          | 52 | 25 | 4  | 5  | 18 | 149 | 126 | 88  |
| 4.   | HC Kometa Brno               | 52 | 21 | 7  | 7  | 17 | 147 | 139 | 84  |
| 5.   | HC Energie Karlovy Vary      | 52 | 20 | 7  | 8  | 17 | 142 | 139 | 82  |
| 6.   | Banes Motor České Budějovice | 52 | 19 | 9  | 5  | 19 | 141 | 148 | 80  |
| 7.   | HC VERVA Litvínov            | 52 | 25 | 1  | 3  | 23 | 123 | 128 | 80  |
| 8.   | HC Škoda Plzeň               | 52 | 16 | 11 | 8  | 17 | 118 | 133 | 78  |
| 9.   | BK Mladá Boleslav            | 52 | 17 | 9  | 7  | 19 | 137 | 136 | 76  |
| 10.  | HC Oceláři Třinec            | 52 | 18 | 5  | 10 | 19 | 121 | 123 | 74  |
| 11.  | Bílí Tygři Liberec           | 52 | 17 | 6  | 8  | 21 | 141 | 149 | 71  |
| 12.  | HC VÍTKOVICE RIDERA          | 52 | 19 | 2  | 3  | 28 | 144 | 162 | 64  |
| 13.  | Rytíři Kladno                | 52 | 18 | 2  | 5  | 27 | 141 | 164 | 63  |
| 14.  | HC Olomouc                   | 52 | 14 | 6  | 3  | 29 | 121 | 152 | 57  |

| Vysvětlivka                                |
| ------------------------------------------ |
| Postup do play-off                         |
| Postup do předkola play-off                |
| Konec sezóny pro daný tým                  |
| Baráž proti vítězi finále play off 1. ligy |

## Hráčské statistiky základní části

### Kanadské bodování
Toto je průběžné pořadí hráčů podle dosažených bodů. Za jeden vstřelený gól nebo přihrávku na gól hráč získal jeden bod.
| Poř. | Hráč             | Tým                     | Z  | G  | A  | B  | TM | +/- |
| ---- | ---------------- | ----------------------- | -- | -- | -- | -- | -- | --- |
| 1.   | Eduards Tralmaks | Rytíři Kladno           | 48 | 23 | 28 | 51 | 66 | +4  |
| 2.   | Ondřej Beránek   | HC Energie Karlovy Vary | 51 | 30 | 20 | 50 | 26 | +17 |
| 3.   | Filip Chlapík    | HC Sparta Praha         | 49 | 15 | 33 | 48 | 36 | +25 |
| 4.   | Jakub Flek       | HC Kometa Brno          | 45 | 24 | 23 | 47 | 9  | +2  |
| 5.   | Roman Červenka   | HC Dynamo Pardubice     | 50 | 19 | 27 | 46 | 14 | +13 |
| 6.   | Jiří Černoch     | HC Energie Karlovy Vary | 50 | 14 | 31 | 45 | 29 | +15 |
| 7.   | Anthony Nellis   | HC Vítkovice Ridera     | 51 | 23 | 20 | 43 | 10 | +7  |
| 8.   | Róbert Lantoši   | Bílí Tygři Liberec      | 51 | 11 | 31 | 42 | 45 | -3  |
| 9.   | Oscar Flynn      | Bílí Tygři Liberec      | 49 | 24 | 17 | 41 | 55 | -8  |
| 10.  | Ondřej Kaše      | HC Verva Litvínov       | 44 | 15 | 26 | 41 | 22 | -7  |

### Hodnocení brankářů
Toto je průběžné pořadí nejlepších deseti brankářů.
| Poř. | Hráč                | Tým                     | Z. | MIN  | OG  | PZ   | PS   | POG  | Úsp%  |
| ---- | ------------------- | ----------------------- | -- | ---- | --- | ---- | ---- | ---- | ----- |
| 1.   | Šimon Zajíček       | HC Verva Litvínov       | 29 | 1668 | 59  | 780  | 839  | 2.12 | 92.97 |
| 2.   | Josef Kořenář       | HC Sparta Praha         | 34 | 2038 | 58  | 715  | 773  | 1.71 | 92.50 |
| 3.   | Nick Malík          | HC Škoda Plzeň          | 39 | 2343 | 81  | 985  | 1066 | 2.07 | 92.40 |
| 4.   | Petr Kváča          | Bílí Tygři Liberec      | 39 | 2283 | 88  | 1066 | 1154 | 2.31 | 92.37 |
| 5.   | Michal Postava      | HC Kometa Brno          | 42 | 2436 | 97  | 1123 | 1220 | 2.39 | 92.05 |
| 6.   | Marek Mazanec       | HC Oceláři Třinec       | 22 | 1307 | 50  | 578  | 628  | 2.30 | 92.04 |
| 7.   | Dominik Furch       | BK Mladá Boleslav       | 40 | 2406 | 88  | 1018 | 1106 | 2.19 | 92.04 |
| 8.   | Stanislav Škorvánek | Mountfield HK           | 34 | 2035 | 69  | 784  | 853  | 2.03 | 91.91 |
| 9.   | Ondřej Kacetl       | HC Oceláři Třinec       | 31 | 1861 | 64  | 709  | 773  | 2.06 | 91.72 |
| 10.  | Dominik Frodl       | HC Energie Karlovy Vary | 45 | 2569 | 107 | 1174 | 1281 | 2.50 | 91.65 |

## Pavouk play off
|  | Předkolo | Předkolo         | Předkolo       |                  |   | Čtvrtfinále | Čtvrtfinále | Čtvrtfinále |  |    | Semifinále     | Semifinále | Semifinále |  |    | Finále | Finále | Finále |
|  |          |                  |                |                  |   |             |             |             |  |    |                |            |            |  |    |        |        |        |
|  |          |                  |                |                  |   |             |             |             |  |    |                |            |            |  |    |        |        |        |
|  |          | 1.               | Sparta         | 4                |   |             |             |             |  |    |                |            |            |  |    |        |        |        |
|  |          |                  |                | 4                |   |             |             |             |  |    |                |            |            |  |    |        |        |        |
|  |          |                  | 10.            | Třinec           | 1 |             |             |             |  |    |                |            |            |  |    |        |        |        |
|  | 7.       | Litvínov         | 10.            | Třinec           | 1 | 1           |             |             |  |    |                |            |            |  |    |        |        |        |
|  | 7.       | Litvínov         |                |                  |   | 1           |             |             |  |    |                |            |            |  |    |        |        |        |
|  | 10.      | Třinec           | 3              |                  |   |             |             |             |  |    |                |            |            |  |    |        |        |        |
|  | 10.      | Třinec           | 3              |                  |   |             |             |             |  | 1. | Sparta         | 3          |            |  |    |        |        |        |
|  |          |                  |                |                  |   |             |             |             |  | 1. | Sparta         | 3          |            |  |    |        |        |        |
|  |          | 4.               | Brno           | 4                |   |             |             |             |  |    |                |            |            |  |    |        |        |        |
|  |          | 4.               | Brno           | 4                |   |             |             |             |  |    |                |            |            |  |    |        |        |        |
|  |          |                  |                |                  |   |             |             |             |  |    |                |            |            |  |    |        |        |        |
|  |          |                  |                |                  |   |             |             |             |  |    |                |            |            |  |    |        |        |        |
|  |          | 4.               | Brno           | 4                |   |             |             |             |  |    |                |            |            |  |    |        |        |        |
|  |          |                  |                | 4                |   |             |             |             |  |    |                |            |            |  |    |        |        |        |
|  |          |                  | 5.             | Karlovy Vary     | 2 |             |             |             |  |    |                |            |            |  |    |        |        |        |
|  | 5.       | Karlovy Vary     | 5.             | Karlovy Vary     | 2 | 3           |             |             |  |    |                |            |            |  |    |        |        |        |
|  | 5.       | Karlovy Vary     |                |                  |   | 3           |             |             |  |    |                |            |            |  |    |        |        |        |
|  | 12.      | Vítkovice        | 2              |                  |   |             |             |             |  |    |                |            |            |  |    |        |        |        |
|  | 12.      | Vítkovice        | 2              |                  |   |             |             |             |  |    |                |            |            |  | 4. | Brno   | 4      |        |
|  |          |                  |                |                  |   |             |             |             |  |    |                |            |            |  | 4. | Brno   | 4      |        |
|  |          | 3.               | Pardubice      | 3                |   |             |             |             |  |    |                |            |            |  |    |        |        |        |
|  |          | 3.               | Pardubice      | 3                |   |             |             |             |  |    |                |            |            |  |    |        |        |        |
|  |          |                  |                |                  |   |             |             |             |  |    |                |            |            |  |    |        |        |        |
|  |          |                  |                |                  |   |             |             |             |  |    |                |            |            |  |    |        |        |        |
|  |          | 3.               | Pardubice      | 4                |   |             |             |             |  |    |                |            |            |  |    |        |        |        |
|  |          |                  |                | 4                |   |             |             |             |  |    |                |            |            |  |    |        |        |        |
|  |          |                  | 6.             | České Budějovice | 0 |             |             |             |  |    |                |            |            |  |    |        |        |        |
|  | 6.       | České Budějovice | 6.             | České Budějovice | 0 | 3           |             |             |  |    |                |            |            |  |    |        |        |        |
|  | 6.       | České Budějovice |                |                  |   | 3           |             |             |  |    |                |            |            |  |    |        |        |        |
|  | 11.      | Liberec          | 2              |                  |   |             |             |             |  |    |                |            |            |  |    |        |        |        |
|  | 11.      | Liberec          | 2              |                  |   |             |             |             |  | 2. | Hradec Králové | 1          |            |  |    |        |        |        |
|  |          |                  |                |                  |   |             |             |             |  | 2. | Hradec Králové | 1          |            |  |    |        |        |        |
|  |          | 3.               | Pardubice      | 4                |   |             |             |             |  |    |                |            |            |  |    |        |        |        |
|  |          | 3.               | Pardubice      | 4                |   |             |             |             |  |    |                |            |            |  |    |        |        |        |
|  |          |                  |                |                  |   |             |             |             |  |    |                |            |            |  |    |        |        |        |
|  |          |                  |                |                  |   |             |             |             |  |    |                |            |            |  |    |        |        |        |
|  |          | 2.               | Hradec Králové | 4                |   |             |             |             |  |    |                |            |            |  |    |        |        |        |
|  |          |                  |                | 4                |   |             |             |             |  |    |                |            |            |  |    |        |        |        |
|  |          |                  | 9.             | Mladá Boleslav   | 3 |             |             |             |  |    |                |            |            |  |    |        |        |        |
|  | 8.       | Plzeň            | 9.             | Mladá Boleslav   | 3 | 1           |             |             |  |    |                |            |            |  |    |        |        |        |
|  | 8.       | Plzeň            |                |                  |   | 1           |             |             |  |    |                |            |            |  |    |        |        |        |
|  | 9.       | Mladá Boleslav   | 3              |                  |   |             |             |             |  |    |                |            |            |  |    |        |        |        |

### Předkolo

#### HC Energie Karlovy Vary (5.) – HC VÍTKOVICE RIDERA (12.)
| 7. března 2025 17:00 | HC Energie Karlovy Vary | 4 : 3 PP (0:1, 3:1, 0:1 – 1:0) | HC VÍTKOVICE RIDERA | KV Arena, Karlovy Vary Návštěvnost: 4 030 |  |

| Report | |                             |                                                                                    |                                                                 |
| Dominik Frodl | Dominik Frodl | Brankáři                    | Dominik Hrachovina                                                                 | Rozhodčí: Filip Vrba Jan Jaroš Čároví: Tomáš Gerát Daniel Hynek |
| Procházka (Moravec, Reunanen) 23:30' Procházka (Kofroň, Moravec) 27:56' Beránek (Jiskra) 37:57' Beránek (Jiskra, Frodl) 66:59' | Procházka (Moravec, Reunanen) 23:30' Procházka (Kofroň, Moravec) 27:56' Beránek (Jiskra) 37:57' Beránek (Jiskra, Frodl) 66:59' | 0:1 1:1 2:1 2:2 3:2 3:3 4:3 | 13:33' Abdul (Hanzl) 32:24' Kalus (Nellis, Leahy) 51:15' Barinka (Lednický, Demel) | Rozhodčí: Filip Vrba Jan Jaroš Čároví: Tomáš Gerát Daniel Hynek |
| 6 min | 6 min | Tresty                      | 10 min                                                                             | Rozhodčí: Filip Vrba Jan Jaroš Čároví: Tomáš Gerát Daniel Hynek |
| 43 | 43 | Střely                      | 25                                                                                 | Rozhodčí: Filip Vrba Jan Jaroš Čároví: Tomáš Gerát Daniel Hynek |

| 8. března 2025 18:00 | HC Energie Karlovy Vary | 2 : 5 (0:1, 2:1, 0:3) | HC VÍTKOVICE RIDERA | KV Arena, Karlovy Vary Návštěvnost: 4 664 |  |

| Report                                                        |                                                               |                             | |                                                                            |
| Dominik Frodl                                                 | Dominik Frodl                                                 | Brankáři                    | Dominik Hrachovina | Rozhodčí: Antonín Jeřábek Jiří Ondráček Čároví: Pavel Blažek Jiří Ondráček |
| Janata (Reunanen, Kofroň) 32:41' Jaks (Gríger, Jiskra) 39:03' | Janata (Reunanen, Kofroň) 32:41' Jaks (Gríger, Jiskra) 39:03' | 0:1 1:1 1:2 2:2 2:3 2:4 2:5 | 12:28' Hanzl (Hladonik, Prčík) 35:57' Říčka (Leahy, Košťálek) 47:42' Hanzl (Hladonik) 58:59' Abdul 59:57' Hauser (Nellis) | Rozhodčí: Antonín Jeřábek Jiří Ondráček Čároví: Pavel Blažek Jiří Ondráček |
| 33 min                                                        | 33 min                                                        | Tresty                      | 10 min | Rozhodčí: Antonín Jeřábek Jiří Ondráček Čároví: Pavel Blažek Jiří Ondráček |
| 39                                                            | 39                                                            | Střely                      | 24 | Rozhodčí: Antonín Jeřábek Jiří Ondráček Čároví: Pavel Blažek Jiří Ondráček |

| 10. března 2025 17:30 | HC VÍTKOVICE RIDERA | 4 : 3 SN (2:1, 0:1, 1:1 – 0:0 – 1:0) | HC Energie Karlovy Vary | Ostravar Aréna, Ostrava Návštěvnost: 7 895 |  |

| Report | |                                                    | |                                                                      |
| Dominik Hrachovina | Dominik Hrachovina | Brankáři                                           | Dominik Frodl | Rozhodčí: René Hradil Tomáš Mejzlík Čároví: Petr Šimánek Michal Zíka |
| Nellis (Hanzl, Abdul) 07:24' Nellis (Yetman) 10:24' Marcel (Nellis) 55:45' Ro. Bukarts Hanzl Abdul Yetman Nellis Abdul Ro. Bukarts | Nellis (Hanzl, Abdul) 07:24' Nellis (Yetman) 10:24' Marcel (Nellis) 55:45' Ro. Bukarts Hanzl Abdul Yetman Nellis Abdul Ro. Bukarts | 1:0 2:0 2:1 2:2 3:2 3:3 Samostatné nájezdy 0:0 1:0 | 19:15' Jiskra 25:47' Plutnar (Procházka, Kružík) 58:10' Gríger (Černoch, Reunanen) Procházka Černoch Salsten Kružík Jaks Gríger Jiskra | Rozhodčí: René Hradil Tomáš Mejzlík Čároví: Petr Šimánek Michal Zíka |
| 6 min | 6 min | Tresty                                             | 6 min | Rozhodčí: René Hradil Tomáš Mejzlík Čároví: Petr Šimánek Michal Zíka |
| 23 | 23 | Střely                                             | 40 | Rozhodčí: René Hradil Tomáš Mejzlík Čároví: Petr Šimánek Michal Zíka |

| 11. března 2025 17:30 | HC VÍTKOVICE RIDERA | 1 : 3 (0:1, 1:2, 0:0) | HC Energie Karlovy Vary | Ostravar Aréna, Ostrava Návštěvnost: 7 906 |  |

| Report                      |                             |                 |                                                                                                   |                                                                         |
| Dominik Hrachovina          | Dominik Hrachovina          | Brankáři        | Dominik Frodl                                                                                     | Rozhodčí: Daniel Pražák Lukáš Květoň Čároví: Jiří Ondráček Daniel Hynek |
| Ro. Bukarts (Yetman) 22:28' | Ro. Bukarts (Yetman) 22:28' | 0:1 1:1 1:2 1:3 | 04:17' Gríger (Jaks, Jiskra) 32:47' Procházka (Plutnar, Salsten) 35:55' Gríger (Černoch, Mikyska) | Rozhodčí: Daniel Pražák Lukáš Květoň Čároví: Jiří Ondráček Daniel Hynek |
| 8 min                       | 8 min                       | Tresty          | 8 min                                                                                             | Rozhodčí: Daniel Pražák Lukáš Květoň Čároví: Jiří Ondráček Daniel Hynek |
| 26                          | 26                          | Střely          | 37                                                                                                | Rozhodčí: Daniel Pražák Lukáš Květoň Čároví: Jiří Ondráček Daniel Hynek |

| 13. března 2025 18:00 | HC Energie Karlovy Vary | 2 : 1 (1:0, 0:1, 1:0) | HC VÍTKOVICE RIDERA | KV Arena, Karlovy Vary Návštěvnost: 5 873 |  |

| Report                                                         |                                                                |             |                       |                                                                          |
| Dominik Frodl                                                  | Dominik Frodl                                                  | Brankáři    | Dominik Hrachovina    | Rozhodčí: Antonín Jeřábek Jiří Ondráček Čároví: Jiří Ondráček Josef Špůr |
| Redlich (Gríger, Plutnar) 14:32' Jiskra (Jaks, Černoch) 58:01' | Redlich (Gríger, Plutnar) 14:32' Jiskra (Jaks, Černoch) 58:01' | 1:0 1:1 2:1 | 30:49' Yetman (Říčka) | Rozhodčí: Antonín Jeřábek Jiří Ondráček Čároví: Jiří Ondráček Josef Špůr |
| 4 min                                                          | 4 min                                                          | Tresty      | 6 min                 | Rozhodčí: Antonín Jeřábek Jiří Ondráček Čároví: Jiří Ondráček Josef Špůr |
| 36                                                             | 36                                                             | Střely      | 19                    | Rozhodčí: Antonín Jeřábek Jiří Ondráček Čároví: Jiří Ondráček Josef Špůr |

Konečný stav série 3:2 na zápasy pro HC Energie Karlovy Vary.

#### Banes Motor České Budějovice (6.) – Bílí Tygři Liberec (11.)
| 7. března 2025 17:30 | Banes Motor České Budějovice | 4 : 2 (1:0, 3:2, 0:0) | Bílí Tygři Liberec | Budvar aréna, České Budějovice Návštěvnost: 6 015 |  |

| Report                                                                                              | |                         |                                                         |                                                                    |
| Milan Klouček                                                                                       | Milan Klouček                                                                                       | Brankáři                | Petr Kváča                                              | Rozhodčí: Roman Mrkva Tomáš Cabák Čároví: Vít Lederer Michal Axman |
| Valský (Toman, Cibulka) 17:46' Olesen 20:52' Zohorna (Cibulka, Gulaš) 25:49' Kašlík (Olesen) 38:06' | Valský (Toman, Cibulka) 17:46' Olesen 20:52' Zohorna (Cibulka, Gulaš) 25:49' Kašlík (Olesen) 38:06' | 1:0 2:0 3:0 3:1 3:2 4:2 | 34:02' Ivan (Flynn, Musil) 36:03' Zachar (Musil, Pérez) | Rozhodčí: Roman Mrkva Tomáš Cabák Čároví: Vít Lederer Michal Axman |
| 8 min                                                                                               | 8 min                                                                                               | Tresty                  | 8 min                                                   | Rozhodčí: Roman Mrkva Tomáš Cabák Čároví: Vít Lederer Michal Axman |
| 31                                                                                                  | 31                                                                                                  | Střely                  | 20                                                      | Rozhodčí: Roman Mrkva Tomáš Cabák Čároví: Vít Lederer Michal Axman |

| 8. března 2025 16:00 | Banes Motor České Budějovice | 0 : 1 (0:1, 0:0, 0:0) | Bílí Tygři Liberec | Budvar aréna, České Budějovice Návštěvnost: 6 151 |  |

| Report        |               |          |                        |                                                                     |
| Milan Klouček | Milan Klouček | Brankáři | Petr Kváča             | Rozhodčí: Pavel Obadal Filip Vrba Čároví: Tomáš Brejcha Tomáš Gerát |
|               |               | 0:1      | 16:56' Musil (Lantoši) | Rozhodčí: Pavel Obadal Filip Vrba Čároví: Tomáš Brejcha Tomáš Gerát |
| 16 min        | 16 min        | Tresty   | 24 min                 | Rozhodčí: Pavel Obadal Filip Vrba Čároví: Tomáš Brejcha Tomáš Gerát |
| 29            | 29            | Střely   | 23                     | Rozhodčí: Pavel Obadal Filip Vrba Čároví: Tomáš Brejcha Tomáš Gerát |

| 10. března 2025 19:00 | Bílí Tygři Liberec | 3 : 0 (2:0, 1:0, 0:0) | Banes Motor České Budějovice | Home Credit Arena, Liberec Návštěvnost: 5 356 |  |

| Report                                                             |                                                                    |             |               |                                                                  |
| Petr Kváča                                                         | Petr Kváča                                                         | Brankáři    | Milan Klouček | Rozhodčí: Luděk Pilný Robin Šír Čároví: Lukáš Kajínek Josef Špůr |
| Filippi (Melancon, Ivan) 04:00' Flynn 13:12' Ivan (Kolmann) 22:01' | Filippi (Melancon, Ivan) 04:00' Flynn 13:12' Ivan (Kolmann) 22:01' | 1:0 2:0 3:0 |               | Rozhodčí: Luděk Pilný Robin Šír Čároví: Lukáš Kajínek Josef Špůr |
| 21 min                                                             | 21 min                                                             | Tresty      | 29 min        | Rozhodčí: Luděk Pilný Robin Šír Čároví: Lukáš Kajínek Josef Špůr |
| 25                                                                 | 25                                                                 | Střely      | 20            | Rozhodčí: Luděk Pilný Robin Šír Čároví: Lukáš Kajínek Josef Špůr |

| 11. března 2025 18:00 | Bílí Tygři Liberec | 0 : 3 (0:2, 0:0, 0:1) | Banes Motor České Budějovice | Home Credit Arena, Liberec Návštěvnost: 5 416 |  |

| Report     |            |             |                                                                                    |                                                                       |
| Petr Kváča | Petr Kváča | Brankáři    | Milan Klouček                                                                      | Rozhodčí: Jan Hribik Matěj Sýkora Čároví: Miroslav Lhotský Josef Špůr |
|            |            | 0:1 0:2 0:3 | 03:53' Pýcha (Cibulka, Harris) 04:47' Kubík (Cibulka, Gulaš) 59:03' Gulaš (Valský) | Rozhodčí: Jan Hribik Matěj Sýkora Čároví: Miroslav Lhotský Josef Špůr |
| 12 min     | 12 min     | Tresty      | 8 min                                                                              | Rozhodčí: Jan Hribik Matěj Sýkora Čároví: Miroslav Lhotský Josef Špůr |
| 22         | 22         | Střely      | 25                                                                                 | Rozhodčí: Jan Hribik Matěj Sýkora Čároví: Miroslav Lhotský Josef Špůr |

| 13. března 2025 17:30 | Banes Motor České Budějovice | 3 : 2 PP2 (1:1, 0:1, 1:0 – 0:0, 1:0) | Bílí Tygři Liberec | Budvar aréna, České Budějovice Návštěvnost: 6 421 (vyprodáno) |  |

| Report                                                                                      |                                                                                             |                     |                                                                   |                                                                      |
| Milan Klouček                                                                               | Milan Klouček                                                                               | Brankáři            | Petr Kváča                                                        | Rozhodčí: Jan Hribik Adam Kika Čároví: Miroslav Lhotský Daniel Hynek |
| Olesen (Kubíček, Kubík) 17:52' Gulaš (Cibulka, Kubík) 59:09' Doudera (Gulaš, Kašlík) 84:33' | Olesen (Kubíček, Kubík) 17:52' Gulaš (Cibulka, Kubík) 59:09' Doudera (Gulaš, Kašlík) 84:33' | 0:1 1:1 1:2 2:2 3:2 | 00:56' Lantoši (Melancon, Vlach) 25:27' Vlach (Filippi, Melancon) | Rozhodčí: Jan Hribik Adam Kika Čároví: Miroslav Lhotský Daniel Hynek |
| 26 min                                                                                      | 26 min                                                                                      | Tresty              | 10 min                                                            | Rozhodčí: Jan Hribik Adam Kika Čároví: Miroslav Lhotský Daniel Hynek |
| 44                                                                                          | 44                                                                                          | Střely              | 27                                                                | Rozhodčí: Jan Hribik Adam Kika Čároví: Miroslav Lhotský Daniel Hynek |

Konečný stav série 3:2 na zápasy pro Banes Motor České Budějovice.

#### HC VERVA Litvínov (7.) – HC Oceláři Třinec (10.)
| 7. března 2025 18:00 | HC VERVA Litvínov | 2 : 1 PP (0:1, 1:0, 0:0 – 1:0) | HC Oceláři Třinec | Zimní stadion Ivana Hlinky, Litvínov Návštěvnost: 4 310 |  |

| Report                                                         |                                                                |             |                     |                                                                        |
| Šimon Zajíček                                                  | Šimon Zajíček                                                  | Brankáři    | Ondřej Kacetl       | Rozhodčí: Jiří Ondráček Tomáš Mejzlík Čároví: Jiří Svoboda Jakub Dědek |
| Sukeľ (Koblasa, D. Kaše) 20:24' Čajkovič (Sukeľ, Hlava) 73:01' | Sukeľ (Koblasa, D. Kaše) 20:24' Čajkovič (Sukeľ, Hlava) 73:01' | 0:1 1:1 2:1 | 10:18' Koch (Teplý) | Rozhodčí: Jiří Ondráček Tomáš Mejzlík Čároví: Jiří Svoboda Jakub Dědek |
| 16 min                                                         | 16 min                                                         | Tresty      | 18 min              | Rozhodčí: Jiří Ondráček Tomáš Mejzlík Čároví: Jiří Svoboda Jakub Dědek |
| 27                                                             | 27                                                             | Střely      | 31                  | Rozhodčí: Jiří Ondráček Tomáš Mejzlík Čároví: Jiří Svoboda Jakub Dědek |

| 8. března 2025 17:00 | HC VERVA Litvínov | 2 : 4 (1:0, 1:3, 0:1) | HC Oceláři Třinec | Zimní stadion Ivana Hlinky, Litvínov Návštěvnost: 4 603 |  |

| Report                                             |                                                    |                         |                                                                                                |                                                                     |
| Šimon Zajíček                                      | Šimon Zajíček                                      | Brankáři                | Ondřej Kacetl                                                                                  | Rozhodčí: Tomáš Cabák Jakub Šindel Čároví: Jakub Frodl Lukáš Rampír |
| Gajdoš (Zygmunt, Jícha) 17:21' Ikonen (Gut) 25:44' | Gajdoš (Zygmunt, Jícha) 17:21' Ikonen (Gut) 25:44' | 1:0 1:1 2:1 2:2 2:3 2:4 | 24:19' Kundrátek (Růžička) 28:59' Cienciala (Marinčin) 31:25' Nedomlel (Marcinko) 59:53' Roman | Rozhodčí: Tomáš Cabák Jakub Šindel Čároví: Jakub Frodl Lukáš Rampír |
| 37 min                                             | 37 min                                             | Tresty                  | 16 min                                                                                         | Rozhodčí: Tomáš Cabák Jakub Šindel Čároví: Jakub Frodl Lukáš Rampír |
| 19                                                 | 19                                                 | Střely                  | 40                                                                                             | Rozhodčí: Tomáš Cabák Jakub Šindel Čároví: Jakub Frodl Lukáš Rampír |

| 10. března 2025 17:00 | HC Oceláři Třinec | 3 : 2 (1:0, 2:2, 0:0) | HC VERVA Litvínov | Werk Arena, Třinec Návštěvnost: 5 365 |  |

| Report                                                                                                 | |                     |                                         |                                                                       |
| Ondřej Kacetl                                                                                          | Ondřej Kacetl                                                                                          | Brankáři            | Šimon Zajíček Matej Tomek               | Rozhodčí: Jiří Ondráček Filip Vrba Čároví: Jiří Ondráček Daniel Hynek |
| Kovařčík (Hudáček, Cienciala) 17:47' Kurovský (Teplý, Sikora) 22:21' Kurovský (Hudáček, Adámek) 25:31' | Kovařčík (Hudáček, Cienciala) 17:47' Kurovský (Teplý, Sikora) 22:21' Kurovský (Hudáček, Adámek) 25:31' | 1:0 2:0 3:0 3:1 3:2 | 31:21' Sukeľ (D. Kaše, Zīle) 35:17' Gut | Rozhodčí: Jiří Ondráček Filip Vrba Čároví: Jiří Ondráček Daniel Hynek |
| 6 min                                                                                                  | 6 min                                                                                                  | Tresty              | 6 min                                   | Rozhodčí: Jiří Ondráček Filip Vrba Čároví: Jiří Ondráček Daniel Hynek |
| 32 | 32 | Střely              | 29                                      | Rozhodčí: Jiří Ondráček Filip Vrba Čároví: Jiří Ondráček Daniel Hynek |

| 11. března 2025 17:00 | HC Oceláři Třinec | 4 : 1 (0:0, 2:1, 2:0) | HC VERVA Litvínov | Werk Arena, Třinec Návštěvnost: 5 400 (vyprodáno) |  |

| Report | |                     |                            |                                                                          |
| Ondřej Kacetl | Ondřej Kacetl | Brankáři            | Matej Tomek                | Rozhodčí: Antonín Jeřábek Tomáš Mejzlík Čároví: Michal Zíka Petr Šimánek |
| Růžička (Kundrátek, Nestrašil) 24:08' Sikora (Adámek, Jank) 25:08' Hrehorčák (Marinčin, Roman) 51:30' Dravecký (Marinčin, Nestrašil) 58:57' | Růžička (Kundrátek, Nestrašil) 24:08' Sikora (Adámek, Jank) 25:08' Hrehorčák (Marinčin, Roman) 51:30' Dravecký (Marinčin, Nestrašil) 58:57' | 1:0 2:0 2:1 3:1 4:1 | 35:05' Sukeľ (Hlava, Zīle) | Rozhodčí: Antonín Jeřábek Tomáš Mejzlík Čároví: Michal Zíka Petr Šimánek |
| 4 min | 4 min | Tresty              | 4 min                      | Rozhodčí: Antonín Jeřábek Tomáš Mejzlík Čároví: Michal Zíka Petr Šimánek |
| 35 | 35 | Střely              | 23                         | Rozhodčí: Antonín Jeřábek Tomáš Mejzlík Čároví: Michal Zíka Petr Šimánek |

Konečný stav série 3:1 na zápasy pro HC Oceláři Třinec.

#### HC Škoda Plzeň (8.) – BK Mladá Boleslav (9.)
| 7. března 2025 17:30 | HC Škoda Plzeň | 3 : 5 (0:1, 1:2, 2:2) | BK Mladá Boleslav | LOGSPEED CZ Aréna, Plzeň Návštěvnost: 6 033 |  |

| Report                                                                                                 | |                                 | |                                                                    |
| Nick Malík                                                                                             | Nick Malík                                                                                             | Brankáři                        | Dominik Furch | Rozhodčí: Jan Hribik Luděk Pilný Čároví: Josef Špůr Stanislav Hnát |
| Malák (Klepiš, Schleiss) 36:17' Nenonen (Lalancette, Zámorský) 43:31' Klepiš (Zámorský, Rubins) 53:38' | Malák (Klepiš, Schleiss) 36:17' Nenonen (Lalancette, Zámorský) 43:31' Klepiš (Zámorský, Rubins) 53:38' | 0:1 0:2 0:3 1:3 2:3 3:3 3:4 3:5 | 01:42' Lintuniemi (Junttila) 24:22' Moses 31:32' Hradec (Mazura, Rekonen) 57:00' Čajka (Jánošík) 59:46' Skalický (Junttila, Lintuniemi) | Rozhodčí: Jan Hribik Luděk Pilný Čároví: Josef Špůr Stanislav Hnát |
| 4 min                                                                                                  | 4 min                                                                                                  | Tresty                          | 4 min | Rozhodčí: Jan Hribik Luděk Pilný Čároví: Josef Špůr Stanislav Hnát |
| 38 | 38 | Střely                          | 14 | Rozhodčí: Jan Hribik Luděk Pilný Čároví: Josef Špůr Stanislav Hnát |

| 8. března 2025 16:30 | HC Škoda Plzeň | 2 : 3 (1:0, 0:3, 1:0) | BK Mladá Boleslav | LOGSPEED CZ Aréna, Plzeň Návštěvnost: 5 974 |  |

| Report                                                            |                                                                   |                     |                                                                            |                                                                       |
| Nick Malík                                                        | Nick Malík                                                        | Brankáři            | Dominik Furch                                                              | Rozhodčí: Daniel Pražák Lukáš Květoň Čároví: Michal Zíka Petr Šimánek |
| Merezhko (Piskáček, Simon) 19:51' Měchura (Rubins, Klepiš) 59:35' | Merezhko (Piskáček, Simon) 19:51' Měchura (Rubins, Klepiš) 59:35' | 1:0 1:1 1:2 1:3 2:3 | 23:48' Čech (Junttila, Skalický) 27:44' Moses (Bernad, Čajka) 30:30' Moses | Rozhodčí: Daniel Pražák Lukáš Květoň Čároví: Michal Zíka Petr Šimánek |
| 6 min                                                             | 6 min                                                             | Tresty              | 10 min                                                                     | Rozhodčí: Daniel Pražák Lukáš Květoň Čároví: Michal Zíka Petr Šimánek |
| 26                                                                | 26                                                                | Střely              | 21                                                                         | Rozhodčí: Daniel Pražák Lukáš Květoň Čároví: Michal Zíka Petr Šimánek |

| 10. března 2025 17:30 | BK Mladá Boleslav | 0 : 3 (0:0, 0:2, 0:1) | HC Škoda Plzeň | ŠKO-ENERGO Aréna, Mladá Boleslav Návštěvnost: 3 609 |  |

| Report        |               |             |                                                                                       |                                                                           |
| Dominik Furch | Dominik Furch | Brankáři    | Nick Malík                                                                            | Rozhodčí: Adam Kika Jakub Zeliska Čároví: Miroslav Lhotský Stanislav Hnát |
|               |               | 0:1 0:2 0:3 | 27:39' Nenonen (Měchura, Lalancette) 28:51' Piskáček (Mertl) 59:22' Nenonen (Měchura) | Rozhodčí: Adam Kika Jakub Zeliska Čároví: Miroslav Lhotský Stanislav Hnát |
| 9 min         | 9 min         | Tresty      | 13 min                                                                                | Rozhodčí: Adam Kika Jakub Zeliska Čároví: Miroslav Lhotský Stanislav Hnát |
| 35            | 35            | Střely      | 21                                                                                    | Rozhodčí: Adam Kika Jakub Zeliska Čároví: Miroslav Lhotský Stanislav Hnát |

| 11. března 2025 17:30 | BK Mladá Boleslav | 1 : 0 PP (0:0, 0:0, 0:0 – 1:0) | HC Škoda Plzeň | ŠKO-ENERGO Aréna, Mladá Boleslav Návštěvnost: 3 302 |  |

| Report                           |                                  |          |            |                                                                   |
| Dominik Furch                    | Dominik Furch                    | Brankáři | Nick Malík | Rozhodčí: Roman Mrkva Filip Vrba Čároví: Vít Lederer Michal Axman |
| Fořt (Skalický, Junttila) 60:28' | Fořt (Skalický, Junttila) 60:28' | 1:0      |            | Rozhodčí: Roman Mrkva Filip Vrba Čároví: Vít Lederer Michal Axman |
| 8 min                            | 8 min                            | Tresty   | 4 min      | Rozhodčí: Roman Mrkva Filip Vrba Čároví: Vít Lederer Michal Axman |
| 21                               | 21                               | Střely   | 26         | Rozhodčí: Roman Mrkva Filip Vrba Čároví: Vít Lederer Michal Axman |

Konečný stav série 3:1 na zápasy pro BK Mladá Boleslav.

### Čtvrtfinále

#### HC Sparta Praha (1.) – HC Oceláři Třinec (10.)
| 16. března 2025 17:00 | HC Sparta Praha | 4 : 3 PP (2:2, 1:1, 0:0 - 1:0) | HC Oceláři Třinec | O2 arena, Libeň Návštěvnost: 17 133 |  |

| Report | |                             |                                                                               |                                                                      |
| Josef Kořenář | Josef Kořenář | Brankáři                    | Ondřej Kacetl                                                                 | Rozhodčí: Jan Hribik Jakub Zeliska Čároví: Jiří Ondráček David Thuma |
| Chlapík (Moravčík, Špaček) 03:16' Hyka (Řepík, Sobotka) 08:18' Irving (Krejčík, Kousal) 26:19' Sobotka (Hyka, Irving) 63:26' | Chlapík (Moravčík, Špaček) 03:16' Hyka (Řepík, Sobotka) 08:18' Irving (Krejčík, Kousal) 26:19' Sobotka (Hyka, Irving) 63:26' | 1:0 2:0 2:1 2:2 2:3 3:3 4:3 | 10:11' Kundrátek (Nestrašil) 12:27' Marcinko (Nestrašil) 25:15' Daňo (Sikora) | Rozhodčí: Jan Hribik Jakub Zeliska Čároví: Jiří Ondráček David Thuma |
| 31 min | 31 min | Tresty                      | 8 min                                                                         | Rozhodčí: Jan Hribik Jakub Zeliska Čároví: Jiří Ondráček David Thuma |
| 31 | 31 | Střely                      | 28                                                                            | Rozhodčí: Jan Hribik Jakub Zeliska Čároví: Jiří Ondráček David Thuma |

| 17. března 2025 19:00 | HC Sparta Praha | 2 : 1 (0:0, 0:1, 2:0) | HC Oceláři Třinec | O2 arena, Libeň Návštěvnost: 17 133 |  |

| Report                                         |                                                |             |                                       |                                                                     |
| Josef Kořenář                                  | Josef Kořenář                                  | Brankáři    | Ondřej Kacetl                         | Rozhodčí: Jiří Ondráček Peter Stano Čároví: Daniel Hynek Josef Špůr |
| Horák 49:33' Špaček (Horák, Kemiläinen) 57:48' | Horák 49:33' Špaček (Horák, Kemiläinen) 57:48' | 0:1 1:1 2:1 | 35:15' Kundrátek (Nestrašil, Růžička) | Rozhodčí: Jiří Ondráček Peter Stano Čároví: Daniel Hynek Josef Špůr |
| 8 min                                          | 8 min                                          | Tresty      | 12 min                                | Rozhodčí: Jiří Ondráček Peter Stano Čároví: Daniel Hynek Josef Špůr |
| 37                                             | 37                                             | Střely      | 22                                    | Rozhodčí: Jiří Ondráček Peter Stano Čároví: Daniel Hynek Josef Špůr |

| 20. března 2025 17:00 | HC Oceláři Třinec | 3 : 2 (1:0, 1:0, 1:2) | HC Sparta Praha | Werk Arena, Třinec Návštěvnost: 5 400 (vyprodáno) |  |

| Report | |                     |                                                         |                                                                              |
| Ondřej Kacetl                                                                                              | Ondřej Kacetl                                                                                              | Brankáři            | Josef Kořenář                                           | Rozhodčí: Antonín Jeřábek Filip Vrba Čároví: Miroslav Lhotský Stanislav Hnát |
| Kovařčík (Kurovský, Cienciala) 09:19' Nestrašil (Hrehorčák, Jank) 38:03' Marcinko (Kundrátek, Daňo) 55:42' | Kovařčík (Kurovský, Cienciala) 09:19' Nestrašil (Hrehorčák, Jank) 38:03' Marcinko (Kundrátek, Daňo) 55:42' | 1:0 2:0 2:1 2:2 3:2 | 40:58' Krejčík (Chlapík, Špaček) 55:21' Chlapík (Horák) | Rozhodčí: Antonín Jeřábek Filip Vrba Čároví: Miroslav Lhotský Stanislav Hnát |
| 4 min | 4 min | Tresty              | 6 min                                                   | Rozhodčí: Antonín Jeřábek Filip Vrba Čároví: Miroslav Lhotský Stanislav Hnát |
| 20 | 20 | Střely              | 29                                                      | Rozhodčí: Antonín Jeřábek Filip Vrba Čároví: Miroslav Lhotský Stanislav Hnát |

| 21. března 2025 17:00 | HC Oceláři Třinec | 3 : 4 PP (0:0, 1:1, 2:2 - 0:1) | HC Sparta Praha | Werk Arena, Třinec Návštěvnost: 5 400 (vyprodáno) |  |

| Report                                                                                                   | |                             | |                                                                      |
| Ondřej Kacetl                                                                                            | Ondřej Kacetl                                                                                            | Brankáři                    | Jakub Kovář | Rozhodčí: Peter Stano Tomáš Mejzlík Čároví: Daniel Hynek Michal Zíka |
| Cienciala (Daňo, Kacetl) 20:45' Kovařčík (Adámek, Kurovský) 54:06' Kovařčík (Nestrašil, Kurovský) 56:06' | Cienciala (Daňo, Kacetl) 20:45' Kovařčík (Adámek, Kurovský) 54:06' Kovařčík (Nestrašil, Kurovský) 56:06' | 1:0 1:1 1:2 2:2 3:2 3:3 3:4 | 34:51' Krejčík (Najman, Salomäki) 46:42' Horák (Irving, Kousal) 59:33' Řepík (Krejčík) 66:32' Kemiläinen (Chlapík) | Rozhodčí: Peter Stano Tomáš Mejzlík Čároví: Daniel Hynek Michal Zíka |
| 28 min                                                                                                   | 28 min                                                                                                   | Tresty                      | 8 min | Rozhodčí: Peter Stano Tomáš Mejzlík Čároví: Daniel Hynek Michal Zíka |
| 25 | 25 | Střely                      | 33 | Rozhodčí: Peter Stano Tomáš Mejzlík Čároví: Daniel Hynek Michal Zíka |

| 24. března 2025 19:00 | HC Sparta Praha | 3 : 2 (0:1, 2:0, 1:1) | HC Oceláři Třinec | O2 arena, Libeň Návštěvnost: 17 220 (vyprodáno) |  |

| Report                                                                         |                                                                                |                     |                                                                        |                                                                            |
| Jakub Kovář                                                                    | Jakub Kovář                                                                    | Brankáři            | Ondřej Kacetl                                                          | Rozhodčí: Jan Hribik Jiří Ondráček Čároví: Miroslav Lhotský Stanislav Hnát |
| Řepík (Sobotka, Kemiläinen) 26:56' Chlapík (Hyka, Irving) 28:42' Irving 45:59' | Řepík (Sobotka, Kemiläinen) 26:56' Chlapík (Hyka, Irving) 28:42' Irving 45:59' | 0:1 1:1 2:1 3:1 3:2 | 10:04' Růžička (Nestrašil, Kundrátek) 50:54' Teplý (Marcinko, Růžička) | Rozhodčí: Jan Hribik Jiří Ondráček Čároví: Miroslav Lhotský Stanislav Hnát |
| 6 min                                                                          | 6 min                                                                          | Tresty              | 28 min                                                                 | Rozhodčí: Jan Hribik Jiří Ondráček Čároví: Miroslav Lhotský Stanislav Hnát |
| 23                                                                             | 23                                                                             | Střely              | 13                                                                     | Rozhodčí: Jan Hribik Jiří Ondráček Čároví: Miroslav Lhotský Stanislav Hnát |

Konečný stav série 4:1 na zápasy pro HC Sparta Praha.

#### Mountfield HK (2.) – BK Mladá Boleslav (9.)
| 16. března 2025 16:00 | Mountfield HK | 1 : 2 (1:1, 0:1, 0:0) | BK Mladá Boleslav | ČPP aréna, Hradec Králové Návštěvnost: 6 353 |  |

| Report                         |                                |             |                                                     |                                                                       |
| Stanislav Škorvánek            | Stanislav Škorvánek            | Brankáři    | Dominik Furch                                       | Rozhodčí: Daniel Pražák Lukáš Květoň Čároví: Michal Zíka Petr Šimánek |
| Pavlík (Miškář, Tamáši) 14:49' | Pavlík (Miškář, Tamáši) 14:49' | 0:1 1:1 1:2 | 07:45' Fořt (Lintuniemi, Čajka) 21:14' Moses (Čech) | Rozhodčí: Daniel Pražák Lukáš Květoň Čároví: Michal Zíka Petr Šimánek |
| 8 min                          | 8 min                          | Tresty      | 4 min                                               | Rozhodčí: Daniel Pražák Lukáš Květoň Čároví: Michal Zíka Petr Šimánek |
| 26                             | 26                             | Střely      | 25                                                  | Rozhodčí: Daniel Pražák Lukáš Květoň Čároví: Michal Zíka Petr Šimánek |

| 17. března 2025 17:00 | Mountfield HK | 0 : 2 (0:0, 0:0, 0:2) | BK Mladá Boleslav | ČPP aréna, Hradec Králové Návštěvnost: 5 205 |  |

| Report              |                     |          |                                                          |                                                                              |
| Stanislav Škorvánek | Stanislav Škorvánek | Brankáři | Dominik Furch                                            | Rozhodčí: René Hradil Filip Vrba Čároví: Miroslav Lhotský František Štěpánek |
|                     |                     | 0:1 0:2  | 42:58' Junttila (Fořt, Lintuniemi) 58:22' Fořt (Lakatoš) | Rozhodčí: René Hradil Filip Vrba Čároví: Miroslav Lhotský František Štěpánek |
| 6 min               | 6 min               | Tresty   | 10 min                                                   | Rozhodčí: René Hradil Filip Vrba Čároví: Miroslav Lhotský František Štěpánek |
| 52                  | 52                  | Střely   | 15                                                       | Rozhodčí: René Hradil Filip Vrba Čároví: Miroslav Lhotský František Štěpánek |

| 20. března 2025 17:30 | BK Mladá Boleslav | 3 : 4 (1:0, 2:1, 0:3) | Mountfield HK | ŠKO-ENERGO Aréna, Mladá Boleslav Návštěvnost: 4 200 (vyprodáno) |  |

| Report                                                                          |                                                                                 |                             | |                                                                     |
| Dominik Furch                                                                   | Dominik Furch                                                                   | Brankáři                    | Stanislav Škorvánek                                                                                    | Rozhodčí: René Hradil Roman Mrkva Čároví: Jakub Frodl Jiří Ondráček |
| Skalický (Junttila) 16:19' Fořt (Skalický) 30:32' Bernad (Závora, Suchý) 37:34' | Skalický (Junttila) 16:19' Fořt (Skalický) 30:32' Bernad (Závora, Suchý) 37:34' | 1:0 1:1 2:1 3:1 3:2 3:3 3:4 | 21:37' Šťastný 51:57' Miškář (Mccormack, Kalina) 56:25' Šťastný (Klíma) 57:36' Klíma (Miškář, Šťastný) | Rozhodčí: René Hradil Roman Mrkva Čároví: Jakub Frodl Jiří Ondráček |
| 6 min                                                                           | 6 min                                                                           | Tresty                      | 12 min                                                                                                 | Rozhodčí: René Hradil Roman Mrkva Čároví: Jakub Frodl Jiří Ondráček |
| 31                                                                              | 31                                                                              | Střely                      | 29 | Rozhodčí: René Hradil Roman Mrkva Čároví: Jakub Frodl Jiří Ondráček |

| 21. března 2025 17:00 | BK Mladá Boleslav | 2 : 3 PP (1:1, 1:1, 0:0 - 0:1) | Mountfield HK | ŠKO-ENERGO Aréna, Mladá Boleslav Návštěvnost: 4 200 (vyprodáno) |  |

| Report                                                           |                                                                  |                     |                                                                                      |                                                                         |
| Dominik Furch                                                    | Dominik Furch                                                    | Brankáři            | Stanislav Škorvánek                                                                  | Rozhodčí: Antonín Jeřábek Jiří Ondráček Čároví: Josef Špůr Petr Šimánek |
| Pyrochta (Lakatoš, Mazura) 08:32' Pyrochta (Čajka, Moses) 37:57' | Pyrochta (Lakatoš, Mazura) 08:32' Pyrochta (Čajka, Moses) 37:57' | 0:1 1:1 1:2 2:2 2:3 | 07:43' Miškář (Pavelka, Jergl) 27:14' Klíma (Pavlík) 70:02' Dmowski (Bunnaman, Pour) | Rozhodčí: Antonín Jeřábek Jiří Ondráček Čároví: Josef Špůr Petr Šimánek |
| 8 min                                                            | 8 min                                                            | Tresty              | 6 min                                                                                | Rozhodčí: Antonín Jeřábek Jiří Ondráček Čároví: Josef Špůr Petr Šimánek |
| 32                                                               | 32                                                               | Střely              | 42                                                                                   | Rozhodčí: Antonín Jeřábek Jiří Ondráček Čároví: Josef Špůr Petr Šimánek |

| 24. března 2025 18:00 | Mountfield HK | 4 : 2 (1:0, 1:2, 2:0) | BK Mladá Boleslav | ČPP aréna, Hradec Králové Návštěvnost: 6 082 |  |

| Report | |                         |                                                           |                                                                      |
| Stanislav Škorvánek                                                                                           | Stanislav Škorvánek                                                                                           | Brankáři                | Dominik Furch                                             | Rozhodčí: Daniel Pražák Lukáš Květoň Čároví: Daniel Hynek Josef Špůr |
| Pavelka (Miškář, Tamáši) 16:13' Pilař (Štohanzl, Šťastný) 35:29' Jergl (Pavelka, Miškář) 50:43' Mudrák 59:56' | Pavelka (Miškář, Tamáši) 16:13' Pilař (Štohanzl, Šťastný) 35:29' Jergl (Pavelka, Miškář) 50:43' Mudrák 59:56' | 1:0 1:1 2:1 2:2 3:2 4:2 | 24:21' Lakatoš (Lintuniemi) 36:12' Čech (Suchý, Stránský) | Rozhodčí: Daniel Pražák Lukáš Květoň Čároví: Daniel Hynek Josef Špůr |
| 8 min | 8 min | Tresty                  | 14 min                                                    | Rozhodčí: Daniel Pražák Lukáš Květoň Čároví: Daniel Hynek Josef Špůr |
| 35 | 35 | Střely                  | 27                                                        | Rozhodčí: Daniel Pražák Lukáš Květoň Čároví: Daniel Hynek Josef Špůr |

| 26. března 2025 17:30 | BK Mladá Boleslav | 6 : 5 PP (3:0, 0:2, 2:3 - 1:0) | Mountfield HK | ŠKO-ENERGO Aréna, Mladá Boleslav Návštěvnost: 4 099 |  |

| Report | |                                             | |                                                                       |
| Dominik Furch Jan Růžička | Dominik Furch Jan Růžička | Brankáři                                    | Stanislav Škorvánek Filip Novotný                                                                                             | Rozhodčí: Antonín Jeřábek Filip Vrba Čároví: Jiří Ondráček Josef Špůr |
| Junttila (Fořt, Skalický) 05:33' Mazura (Hradec) 06:26' Lakatoš (Junttila, Hradec) 18:14' Lintuniemi (Lakatoš, Junttila) 54:07' Junttila (Pyrochta) 55:05' Rekonen (Čajka) 73:15' | Junttila (Fořt, Skalický) 05:33' Mazura (Hradec) 06:26' Lakatoš (Junttila, Hradec) 18:14' Lintuniemi (Lakatoš, Junttila) 54:07' Junttila (Pyrochta) 55:05' Rekonen (Čajka) 73:15' | 1:0 2:0 3:0 3:1 3:2 3:3 3:4 3:5 4:5 5:5 6:5 | 31:11' Jergl (Klíma) 38:35' A. Novotný (Pavelka, Pilař) 45:42' Miškář (Pavelka) 45:52' Mudrák 53:28' Tamáši (Šťastný, Miškář) | Rozhodčí: Antonín Jeřábek Filip Vrba Čároví: Jiří Ondráček Josef Špůr |
| 10 min | 10 min | Tresty                                      | 8 min | Rozhodčí: Antonín Jeřábek Filip Vrba Čároví: Jiří Ondráček Josef Špůr |
| 27 | 27 | Střely                                      | 50 | Rozhodčí: Antonín Jeřábek Filip Vrba Čároví: Jiří Ondráček Josef Špůr |

| 28. března 2025 18:00 | Mountfield HK | 3 : 0 (0:0, 2:0, 1:0) | BK Mladá Boleslav | ČPP aréna, Hradec Králové Návštěvnost: 6 553 |  |

| Report                                                 |                                                        |             |               |                                                                       |
| Stanislav Škorvánek                                    | Stanislav Škorvánek                                    | Brankáři    | Dominik Furch | Rozhodčí: Antonín Jeřábek Filip Vrba Čároví: Jiří Ondráček Josef Špůr |
| Miškář 20:51' Novotný 28:17' Pavlík (Vukojevic) 57:41' | Miškář 20:51' Novotný 28:17' Pavlík (Vukojevic) 57:41' | 1:0 2:0 3:0 |               | Rozhodčí: Antonín Jeřábek Filip Vrba Čároví: Jiří Ondráček Josef Špůr |
| 22 min                                                 | 22 min                                                 | Tresty      | 24 min        | Rozhodčí: Antonín Jeřábek Filip Vrba Čároví: Jiří Ondráček Josef Špůr |
| 27                                                     | 27                                                     | Střely      | 29            | Rozhodčí: Antonín Jeřábek Filip Vrba Čároví: Jiří Ondráček Josef Špůr |

Konečný stav série 4:3 na zápasy pro Mountfield HK.

#### HC Dynamo Pardubice (3.) – Banes Motor České Budějovice (6.)
| 18. března 2025 17:00 | HC Dynamo Pardubice | 3 : 0 (1:0, 2:0, 0:0) | Banes Motor České Budějovice | Enteria arena, Pardubice Návštěvnost: 9 811 |  |

| Report                                                                                                   | |             |               |                                                                       |
| Roman Will                                                                                               | Roman Will                                                                                               | Brankáři    | Milan Klouček | Rozhodčí: Roman Mrkva Pavel Obadal Čároví: Daniel Hynek Lukáš Kajínek |
| Kondelík (Dvořák, Čerešňák) 03:22' Mandát (Vondráček, Poulíček) 23:08' Smejkal (Červenka, Sedlák) 37:42' | Kondelík (Dvořák, Čerešňák) 03:22' Mandát (Vondráček, Poulíček) 23:08' Smejkal (Červenka, Sedlák) 37:42' | 1:0 2:0 3:0 |               | Rozhodčí: Roman Mrkva Pavel Obadal Čároví: Daniel Hynek Lukáš Kajínek |
| 22 min                                                                                                   | 22 min                                                                                                   | Tresty      | 24 min        | Rozhodčí: Roman Mrkva Pavel Obadal Čároví: Daniel Hynek Lukáš Kajínek |
| 24 | 24 | Střely      | 38            | Rozhodčí: Roman Mrkva Pavel Obadal Čároví: Daniel Hynek Lukáš Kajínek |

| 19. března 2025 18:00 | HC Dynamo Pardubice | 4 : 2 (2:1, 1:1, 1:0) | Banes Motor České Budějovice | Enteria arena, Pardubice Návštěvnost: 9 947 |  |

| Report | |                         |                                                |                                                                       |
| Roman Will                                                                                                  | Roman Will                                                                                                  | Brankáři                | Milan Klouček                                  | Rozhodčí: René Hradil Tomáš Mejzlík Čároví: Tomáš Mejzlík Vít Lederer |
| Hájek (Poulíček) 02:34' Weatherby (Jones, Čerešňák) 19:45' Weatherby (Zbořil, Radil) 34:30' Červenka 58:06' | Hájek (Poulíček) 02:34' Weatherby (Jones, Čerešňák) 19:45' Weatherby (Zbořil, Radil) 34:30' Červenka 58:06' | 0:1 1:1 2:1 2:2 3:2 4:2 | 01:45' Kubík (Cibulka) 23:31' Valský (Štencel) | Rozhodčí: René Hradil Tomáš Mejzlík Čároví: Tomáš Mejzlík Vít Lederer |
| 33 min | 33 min | Tresty                  | 12 min                                         | Rozhodčí: René Hradil Tomáš Mejzlík Čároví: Tomáš Mejzlík Vít Lederer |
| 23 | 23 | Střely                  | 38                                             | Rozhodčí: René Hradil Tomáš Mejzlík Čároví: Tomáš Mejzlík Vít Lederer |

| 22. března 2025 17:00 | Banes Motor České Budějovice | 2 : 6 (0:2, 1:1, 1:3) | HC Dynamo Pardubice | Budvar aréna, České Budějovice Návštěvnost: 6 421 (vyprodáno) |  |

| Report                                                      |                                                             |                                 | |                                                                   |
| Milan Klouček                                               | Milan Klouček                                               | Brankáři                        | Roman Will | Rozhodčí: Adam Kika Tomáš Cabák Čároví: Tomáš Brejcha Tomáš Gerát |
| Ordoš (Gulaš, Cibulka) 28:37' Gulaš (Zohorna, Ordoš) 50:12' | Ordoš (Gulaš, Cibulka) 28:37' Gulaš (Zohorna, Ordoš) 50:12' | 0:1 0:2 0:3 1:3 1:4 2:4 2:5 2:6 | 06:29' Hájek (Sedlák) 09:48' Radil (Hájek) 26:43' Čerešňák (Červenka, Dvořák) 48:43' Červenka (Jones, Sedlák) 55:16' Kelemen (Jones) 59:40' Vondráček (Mandát) | Rozhodčí: Adam Kika Tomáš Cabák Čároví: Tomáš Brejcha Tomáš Gerát |
| 10 min                                                      | 10 min                                                      | Tresty                          | 10 min | Rozhodčí: Adam Kika Tomáš Cabák Čároví: Tomáš Brejcha Tomáš Gerát |
| 22                                                          | 22                                                          | Střely                          | 32 | Rozhodčí: Adam Kika Tomáš Cabák Čároví: Tomáš Brejcha Tomáš Gerát |

| 23. března 2025 16:00 | Banes Motor České Budějovice | 1 : 2 PP (0:0, 1:0, 0:1 - 0:1) | HC Dynamo Pardubice | Budvar aréna, České Budějovice Návštěvnost: 6 421 (vyprodáno) |  |

| Report                      |                             |             |                                                                  |                                                                           |
| Jan Strmeň                  | Jan Strmeň                  | Brankáři    | Roman Will                                                       | Rozhodčí: Jan Hribik Luděk Pilný Čároví: Jiří Ondráček František Štěpánek |
| Ordoš (Gulaš, Kubík) 30:20' | Ordoš (Gulaš, Kubík) 30:20' | 1:0 1:1 1:2 | 57:46' Hájek (Červenka, Zbořil) 65:21' Mandát (Weatherby, Jones) | Rozhodčí: Jan Hribik Luděk Pilný Čároví: Jiří Ondráček František Štěpánek |
| 35 min                      | 35 min                      | Tresty      | 16 min                                                           | Rozhodčí: Jan Hribik Luděk Pilný Čároví: Jiří Ondráček František Štěpánek |
| 22                          | 22                          | Střely      | 30                                                               | Rozhodčí: Jan Hribik Luděk Pilný Čároví: Jiří Ondráček František Štěpánek |

Konečný stav série 4:0 na zápasy pro HC Dynamo Pardubice.

#### HC Kometa Brno (4.) – HC Energie Karlovy Vary (5.)
| 18. března 2025 18:00 | HC Kometa Brno | 3 : 4 PP (1:2, 1:0, 1:1 - 0:1) | HC Energie Karlovy Vary | Winning Group Arena, Brno Návštěvnost: 7 700 (vyprodáno) |  |

| Report                                                                               |                                                                                      |                             | |                                                                      |
| Michal Postava                                                                       | Michal Postava                                                                       | Brankáři                    | Dominik Frodl                                                                                       | Rozhodčí: Robin Šír Tomáš Cabák Čároví: Vít Lederer Vladimír Rožánek |
| Mueller (Zbořil) 04:15' Cingeľ (Pospíšil, Zábranský) 30:21' Stránský (Zbořil) 59:42' | Mueller (Zbořil) 04:15' Cingeľ (Pospíšil, Zábranský) 30:21' Stránský (Zbořil) 59:42' | 0:1 1:1 1:2 2:2 2:3 3:3 3:4 | 03:02' Jiskra 10:11' Černoch 44:55' Procházka (Moravec, Reunanen) 68:10' Procházka (Salsten, Frodl) | Rozhodčí: Robin Šír Tomáš Cabák Čároví: Vít Lederer Vladimír Rožánek |
| 12 min                                                                               | 12 min                                                                               | Tresty                      | 14 min                                                                                              | Rozhodčí: Robin Šír Tomáš Cabák Čároví: Vít Lederer Vladimír Rožánek |
| 38                                                                                   | 38                                                                                   | Střely                      | 41                                                                                                  | Rozhodčí: Robin Šír Tomáš Cabák Čároví: Vít Lederer Vladimír Rožánek |

| 19. března 2025 17:00 | HC Kometa Brno | 3 : 2 (2:0, 1:0, 0:2) | HC Energie Karlovy Vary | Winning Group Arena, Brno Návštěvnost: 7 700 (vyprodáno) |  |

| Report                                                                                            |                                                                                                   |                     |                                                  |                                                                   |
| Michal Postava                                                                                    | Michal Postava                                                                                    | Brankáři            | Dominik Frodl                                    | Rozhodčí: Adam Kika Jakub Šindel Čároví: Petr Šimánek Michal Zíka |
| T. Rachůnek (Kollár, Beaudin) 01:59' Kollár (T. Rachůnek) 10:15' Mueller (Zohorna, Zbořil) 24:09' | T. Rachůnek (Kollár, Beaudin) 01:59' Kollár (T. Rachůnek) 10:15' Mueller (Zohorna, Zbořil) 24:09' | 1:0 2:0 3:0 3:1 3:2 | 44:44' Kružík (Čihař) 48:41' Salsten (Procházka) | Rozhodčí: Adam Kika Jakub Šindel Čároví: Petr Šimánek Michal Zíka |
| 31 min                                                                                            | 31 min                                                                                            | Tresty              | 33 min                                           | Rozhodčí: Adam Kika Jakub Šindel Čároví: Petr Šimánek Michal Zíka |
| 20                                                                                                | 20                                                                                                | Střely              | 36                                               | Rozhodčí: Adam Kika Jakub Šindel Čároví: Petr Šimánek Michal Zíka |

| 22. března 2025 18:00 | HC Energie Karlovy Vary | 0 : 2 (0:0, 0:0, 0:2) | HC Kometa Brno | KV Arena, Karlovy Vary Návštěvnost: 5 933 (vyprodáno) |  |

| Report        |               |          |                                                       |                                                                      |
| Dominik Frodl | Dominik Frodl | Brankáři | Gašper Krošelj                                        | Rozhodčí: Robin Šír Matěj Sýkora Čároví: Lukáš Rampír Stanislav Hnát |
|               |               | 0:1 0:2  | 47:34' Mueller (Zohorna) 52:50' Kos (Ščotka, Ilomäki) | Rozhodčí: Robin Šír Matěj Sýkora Čároví: Lukáš Rampír Stanislav Hnát |
| 2 min         | 2 min         | Tresty   | 2 min                                                 | Rozhodčí: Robin Šír Matěj Sýkora Čároví: Lukáš Rampír Stanislav Hnát |
| 22            | 22            | Střely   | 33                                                    | Rozhodčí: Robin Šír Matěj Sýkora Čároví: Lukáš Rampír Stanislav Hnát |

| 23. března 2025 17:00 | HC Energie Karlovy Vary | 1 : 0 (0:0, 1:0, 0:0) | HC Kometa Brno | KV Arena, Karlovy Vary Návštěvnost: 5 933 (vyprodáno) |  |

| Report        |               |          |                |                                                                       |
| Dominik Frodl | Dominik Frodl | Brankáři | Gašper Krošelj | Rozhodčí: Jiří Ondráček Lukáš Květoň Čároví: Michal Zíka Petr Šimánek |
| Jiskra 26:07' | Jiskra 26:07' | 1:0      |                | Rozhodčí: Jiří Ondráček Lukáš Květoň Čároví: Michal Zíka Petr Šimánek |
| 6 min         | 6 min         | Tresty   | 8 min          | Rozhodčí: Jiří Ondráček Lukáš Květoň Čároví: Michal Zíka Petr Šimánek |
| 26            | 26            | Střely   | 21             | Rozhodčí: Jiří Ondráček Lukáš Květoň Čároví: Michal Zíka Petr Šimánek |

| 25. března 2025 18:00 | HC Kometa Brno | 5 : 3 (2:1, 1:1, 2:1) | HC Energie Karlovy Vary | Winning Group Arena, Brno Návštěvnost: 7 700 (vyprodáno) |  |

| Report | |                                 |                                                                       |                                                                         |
| Gašper Krošelj                                                                                                   | Gašper Krošelj                                                                                                   | Brankáři                        | Dominik Frodl                                                         | Rozhodčí: Robin Šír Luděk Pilný Čároví: Miroslav Lhotský Stanislav Hnát |
| Mueller (Zohorna) 01:20' Mueller 11:05' Pospíšil (Beaudin, Rachůnek) 22:41' Cingeľ 40:42' Ščotka (Cingeľ) 58:42' | Mueller (Zohorna) 01:20' Mueller 11:05' Pospíšil (Beaudin, Rachůnek) 22:41' Cingeľ 40:42' Ščotka (Cingeľ) 58:42' | 1:0 2:0 2:1 3:1 3:2 4:2 4:3 5:3 | 11:20' Gríger (Mamčics, Moravec) 23:28' Jaks (Černoch) 42:54' Černoch | Rozhodčí: Robin Šír Luděk Pilný Čároví: Miroslav Lhotský Stanislav Hnát |
| 4 min | 4 min | Tresty                          | 6 min                                                                 | Rozhodčí: Robin Šír Luděk Pilný Čároví: Miroslav Lhotský Stanislav Hnát |
| 24 | 24 | Střely                          | 26                                                                    | Rozhodčí: Robin Šír Luděk Pilný Čároví: Miroslav Lhotský Stanislav Hnát |

| 27. března 2025 18:00 | HC Energie Karlovy Vary | 0 : 1 (0:0, 0:1, 0:0) | HC Kometa Brno | KV Arena, Karlovy Vary Návštěvnost: 5 933 (vyprodáno) |  |

| Report        |               |          |                               |                                                                       |
| Dominik Frodl | Dominik Frodl | Brankáři | Michal Postava                | Rozhodčí: Jiří Ondráček Lukáš Květoň Čároví: Petr Šimánek Michal Zíka |
|               |               | 0:1      | 25:26' Konečný (Ilomäki, Kos) | Rozhodčí: Jiří Ondráček Lukáš Květoň Čároví: Petr Šimánek Michal Zíka |
| 4 min         | 4 min         | Tresty   | 8 min                         | Rozhodčí: Jiří Ondráček Lukáš Květoň Čároví: Petr Šimánek Michal Zíka |
| 43            | 43            | Střely   | 25                            | Rozhodčí: Jiří Ondráček Lukáš Květoň Čároví: Petr Šimánek Michal Zíka |

Konečný stav série 4:2 na zápasy pro HC Kometa Brno.

### Semifinále

#### HC Sparta Praha (1.) – HC Kometa Brno (4.)
| 1. dubna 2025 19:00 | HC Sparta Praha | 2 : 3 (0:1, 2:1, 0:1) | HC Kometa Brno | O2 arena, Libeň Návštěvnost: 17 220 (vyprodáno) |  |

| Report                                                        |                                                               |                     |                                                                             |                                                                           |
| Josef Kořenář                                                 | Josef Kořenář                                                 | Brankáři            | Michal Postava                                                              | Rozhodčí: Jan Hribik Luděk Pilný Čároví: Jiří Ondráček František Štěpánek |
| Řepík (Moravčík, Hyka) 20:38' Kempný (Špaček, Chlapík) 25:23' | Řepík (Moravčík, Hyka) 20:38' Kempný (Špaček, Chlapík) 25:23' | 0:1 1:1 2:1 2:2 2:3 | 17:27' Flek (Stránský) 39:52' H. Zohorna (Beaudin) 56:57' Cingeľ (Stránský) | Rozhodčí: Jan Hribik Luděk Pilný Čároví: Jiří Ondráček František Štěpánek |
| 4 min                                                         | 4 min                                                         | Tresty              | 10 min                                                                      | Rozhodčí: Jan Hribik Luděk Pilný Čároví: Jiří Ondráček František Štěpánek |
| 33                                                            | 33                                                            | Střely              | 9                                                                           | Rozhodčí: Jan Hribik Luděk Pilný Čároví: Jiří Ondráček František Štěpánek |

| 2. dubna 2025 18:30 | HC Sparta Praha | 3 : 0 (1:0, 2:0, 0:0) | HC Kometa Brno | O2 arena, Libeň Návštěvnost: 17 220 (vyprodáno) |  |

| Report                                                                                         |                                                                                                |             |                |                                                                         |
| Josef Kořenář                                                                                  | Josef Kořenář                                                                                  | Brankáři    | Michal Postava | Rozhodčí: Antonín Jeřábek Tomáš Mejzlík Čároví: Daniel Hynek Josef Špůr |
| Chlapík (Lajunen, Němeček) 09:50' Kousal (Forman, Moravčík) 27:20' Řepík (Hyka, Mikliš) 38:31' | Chlapík (Lajunen, Němeček) 09:50' Kousal (Forman, Moravčík) 27:20' Řepík (Hyka, Mikliš) 38:31' | 1:0 2:0 3:0 |                | Rozhodčí: Antonín Jeřábek Tomáš Mejzlík Čároví: Daniel Hynek Josef Špůr |
| 4 min                                                                                          | 4 min                                                                                          | Tresty      | 4 min          | Rozhodčí: Antonín Jeřábek Tomáš Mejzlík Čároví: Daniel Hynek Josef Špůr |
| 30                                                                                             | 30                                                                                             | Střely      | 30             | Rozhodčí: Antonín Jeřábek Tomáš Mejzlík Čároví: Daniel Hynek Josef Špůr |

| 5. dubna 2025 17:00 | HC Kometa Brno | 3 : 0 (1:0, 1:0, 1:0) | HC Sparta Praha | Winning Group Arena, Brno Návštěvnost: 7 700 (vyprodáno) |  |

| Report                                                                                         |                                                                                                |             |               |                                                                      |
| Michal Postava                                                                                 | Michal Postava                                                                                 | Brankáři    | Josef Kořenář | Rozhodčí: Robin Šír Jakub Zeliska Čároví: Jiří Ondráček Michal Axman |
| Mueller (Zbořil, H. Zohorna) 00:52' Pospíšil (T. Rachůnek, Ďaloga) 31:19' Flek (Cingeľ) 57:57' | Mueller (Zbořil, H. Zohorna) 00:52' Pospíšil (T. Rachůnek, Ďaloga) 31:19' Flek (Cingeľ) 57:57' | 1:0 2:0 3:0 |               | Rozhodčí: Robin Šír Jakub Zeliska Čároví: Jiří Ondráček Michal Axman |
| 12 min                                                                                         | 12 min                                                                                         | Tresty      | 8 min         | Rozhodčí: Robin Šír Jakub Zeliska Čároví: Jiří Ondráček Michal Axman |
| 26                                                                                             | 26                                                                                             | Střely      | 30            | Rozhodčí: Robin Šír Jakub Zeliska Čároví: Jiří Ondráček Michal Axman |

| 6. dubna 2025 17:00 | HC Kometa Brno | 0 : 1 (0:1, 0:0, 0:0) | HC Sparta Praha | Winning Group Arena, Brno Návštěvnost: 7 700 (vyprodáno) |  |

| Report         |                |          |                     |                                                                          |
| Michal Postava | Michal Postava | Brankáři | Jakub Kovář         | Rozhodčí: Jan Hribik Luděk Pilný Čároví: Stanislav Hnát Miroslav Lhotský |
|                |                | 0:1      | 06:02' Řepík (Hyka) | Rozhodčí: Jan Hribik Luděk Pilný Čároví: Stanislav Hnát Miroslav Lhotský |
| 8 min          | 8 min          | Tresty   | 10 min              | Rozhodčí: Jan Hribik Luděk Pilný Čároví: Stanislav Hnát Miroslav Lhotský |
| 18             | 18             | Střely   | 24                  | Rozhodčí: Jan Hribik Luděk Pilný Čároví: Stanislav Hnát Miroslav Lhotský |

| 9. dubna 2025 18:30 | HC Sparta Praha | 3 : 4 PP (2:1, 0:1, 1:1 - 0:1) | HC Kometa Brno | O2 arena, Libeň Návštěvnost: 17 132 |  |

| Report                                                                                     |                                                                                            |                             | |                                                                        |
| Jakub Kovář                                                                                | Jakub Kovář                                                                                | Brankáři                    | Michal Postava                                                                                                 | Rozhodčí: Antonín Jeřábek Lukáš Květoň Čároví: Josef Špůr Petr Šimánek |
| Špaček (Lajunen, Kemiläinen) 13:23' Sobotka (Kempný) 14:35' Hyka (Lajunen, Chlapík) 46:46' | Špaček (Lajunen, Kemiläinen) 13:23' Sobotka (Kempný) 14:35' Hyka (Lajunen, Chlapík) 46:46' | 0:1 1:1 2:1 2:2 3:2 3:3 3:4 | 11:29' Kollár 30:14' Ilomäki (Flek, Stránský) 52:43' Flek (Ďaloga, Ščotka) 65:20' Zábranský (Zbořil, Pospíšil) | Rozhodčí: Antonín Jeřábek Lukáš Květoň Čároví: Josef Špůr Petr Šimánek |
| 4 min                                                                                      | 4 min                                                                                      | Tresty                      | 6 min | Rozhodčí: Antonín Jeřábek Lukáš Květoň Čároví: Josef Špůr Petr Šimánek |
| 27                                                                                         | 27                                                                                         | Střely                      | 34 | Rozhodčí: Antonín Jeřábek Lukáš Květoň Čároví: Josef Špůr Petr Šimánek |

| 11. dubna 2025 18:00 | HC Kometa Brno | 0 : 3 (0:1, 0:0, 0:2) | HC Sparta Praha | Winning Group Arena, Brno Návštěvnost: 7 700 (vyprodáno) |  |

| Report         |                |             |                                                                                      |                                                                        |
| Michal Postava | Michal Postava | Brankáři    | Josef Kořenář                                                                        | Rozhodčí: Jan Hribik Luděk Pilný Čároví: Daniel Hynek Miroslav Lhotský |
|                |                | 0:1 0:2 0:3 | 02:16' Kemiläinen (Špaček, Chlapík) 46:42' Hyka (Krejčík, Řepík) 54:39' Řepík (Hyka) | Rozhodčí: Jan Hribik Luděk Pilný Čároví: Daniel Hynek Miroslav Lhotský |
| 12 min         | 12 min         | Tresty      | 14 min                                                                               | Rozhodčí: Jan Hribik Luděk Pilný Čároví: Daniel Hynek Miroslav Lhotský |
| 16             | 16             | Střely      | 35                                                                                   | Rozhodčí: Jan Hribik Luděk Pilný Čároví: Daniel Hynek Miroslav Lhotský |

| 13. dubna 2025 18:30 | HC Sparta Praha | 1 : 3 (0:1, 0:2, 1:0) | HC Kometa Brno | O2 arena, Libeň Návštěvnost: 17 132 |  |

| Report                            |                                   |                 | |                                                                                  |
| Josef Kořenář                     | Josef Kořenář                     | Brankáři        | Michal Postava                                                                                      | Rozhodčí: Robin Šír Jiří Ondráček (TR97) Čároví: Jiří Ondráček (KD90) Josef Špůr |
| Kemiläinen (Hyka, Chlapík) 51:20' | Kemiläinen (Hyka, Chlapík) 51:20' | 0:1 0:2 0:3 1:3 | 09:24' H. Zohorna (Zbořil, Mueller) 23:43' Flek (Stránský, Zbořil) 37:39' Zbořil (Mueller, Holland) | Rozhodčí: Robin Šír Jiří Ondráček (TR97) Čároví: Jiří Ondráček (KD90) Josef Špůr |
| 4 min                             | 4 min                             | Tresty          | 12 min                                                                                              | Rozhodčí: Robin Šír Jiří Ondráček (TR97) Čároví: Jiří Ondráček (KD90) Josef Špůr |
| 45                                | 45                                | Střely          | 22                                                                                                  | Rozhodčí: Robin Šír Jiří Ondráček (TR97) Čároví: Jiří Ondráček (KD90) Josef Špůr |

Konečný stav série 3:4 na zápasy pro HC Kometa Brno.

#### Mountfield HK (2.) – HC Dynamo Pardubice (3.)
| 3. dubna 2025 18:00 | Mountfield HK | 2 : 4 (0:0, 0:2, 2:2) | HC Dynamo Pardubice | ČPP aréna, Hradec Králové Návštěvnost: 6 890 (vyprodáno) |  |

| Report                                                 |                                                        |                         | |                                                                       |
| Stanislav Škorvánek                                    | Stanislav Škorvánek                                    | Brankáři                | Roman Will                                                                                                 | Rozhodčí: Lukáš Květoň Daniel Pražák Čároví: Petr Šimánek Michal Zíka |
| Jergl (Perret, Mudrák) 46:20' Mccormack (Klíma) 46:37' | Jergl (Perret, Mudrák) 46:20' Mccormack (Klíma) 46:37' | 0:1 0:2 1:2 2:2 2:3 2:4 | 29:33' Čerešňák (Červenka, Sedlák) 38:22' Jones (Mandát, Čerešňák) 52:02' Smejkal (Sedlák) 58:37' Červenka | Rozhodčí: Lukáš Květoň Daniel Pražák Čároví: Petr Šimánek Michal Zíka |
| 33 min                                                 | 33 min                                                 | Tresty                  | 10 min | Rozhodčí: Lukáš Květoň Daniel Pražák Čároví: Petr Šimánek Michal Zíka |
| 30                                                     | 30                                                     | Střely                  | 23 | Rozhodčí: Lukáš Květoň Daniel Pražák Čároví: Petr Šimánek Michal Zíka |

| 4. dubna 2025 17:30 | Mountfield HK | 3 : 2 PP (1:0, 0:2, 1:0 - 1:0) | HC Dynamo Pardubice | ČPP aréna, Hradec Králové Návštěvnost: 6 890 (vyprodáno) |  |

| Report                                                               |                                                                      |                     |                                                                    |                                                                     |
| Stanislav Škorvánek                                                  | Stanislav Škorvánek                                                  | Brankáři            | Roman Will                                                         | Rozhodčí: Jiří Ondráček Filip Vrba Čároví: Vít Lederer Lukáš Rampír |
| Pavelka (Perret) 11:42' Jergl (Perret) 57:34' Jergl (Pavelka) 67:33' | Pavelka (Perret) 11:42' Jergl (Perret) 57:34' Jergl (Pavelka) 67:33' | 1:0 1:1 1:2 2:2 3:2 | 34:11' Jones (Sedlák, Červenka) 39:30' Sedlák (Červenka, Čerešňák) | Rozhodčí: Jiří Ondráček Filip Vrba Čároví: Vít Lederer Lukáš Rampír |
| 12 min                                                               | 12 min                                                               | Tresty              | 12 min                                                             | Rozhodčí: Jiří Ondráček Filip Vrba Čároví: Vít Lederer Lukáš Rampír |
| 21                                                                   | 21                                                                   | Střely              | 24                                                                 | Rozhodčí: Jiří Ondráček Filip Vrba Čároví: Vít Lederer Lukáš Rampír |

| 7. dubna 2025 18:00 | HC Dynamo Pardubice | 4 : 0 (3:0, 0:0, 1:0) | Mountfield HK | Enteria arena, Pardubice Návštěvnost: 10 194 (vyprodáno) |  |

| Report | |                 |                     |                                                                      |
| Roman Will | Roman Will | Brankáři        | Stanislav Škorvánek | Rozhodčí: Tomáš Mejzlík Daniel Pražák Čároví: Josef Špůr Michal Zíka |
| Poulíček (Hájek, Zbořil) 11:29' Rákos (Dvořák, Paulovič) 14:51' Červenka (Dvořák, Kondelík) 16:55' Lichtag (Čerešňák) 42:41' | Poulíček (Hájek, Zbořil) 11:29' Rákos (Dvořák, Paulovič) 14:51' Červenka (Dvořák, Kondelík) 16:55' Lichtag (Čerešňák) 42:41' | 1:0 2:0 3:0 4:0 |                     | Rozhodčí: Tomáš Mejzlík Daniel Pražák Čároví: Josef Špůr Michal Zíka |
| 6 min | 6 min | Tresty          | 35 min              | Rozhodčí: Tomáš Mejzlík Daniel Pražák Čároví: Josef Špůr Michal Zíka |
| 37 | 37 | Střely          | 34                  | Rozhodčí: Tomáš Mejzlík Daniel Pražák Čároví: Josef Špůr Michal Zíka |

| 8. dubna 2025 17:30 | HC Dynamo Pardubice | 2 : 0 (1:0, 0:0, 1:0) | Mountfield HK | Enteria arena, Pardubice Návštěvnost: 10 194 (vyprodáno) |  |

| Report                                        |                                               |          |                     |                                                                    |
| Roman Will                                    | Roman Will                                    | Brankáři | Stanislav Škorvánek | Rozhodčí: Peter Stano Filip Vrba Čároví: Daniel Hynek Jiří Svoboda |
| Kelemen (Vála) 17:29' Kondelík (Musil) 59:47' | Kelemen (Vála) 17:29' Kondelík (Musil) 59:47' | 1:0 2:0  |                     | Rozhodčí: Peter Stano Filip Vrba Čároví: Daniel Hynek Jiří Svoboda |
| 6 min                                         | 6 min                                         | Tresty   | 8 min               | Rozhodčí: Peter Stano Filip Vrba Čároví: Daniel Hynek Jiří Svoboda |
| 29                                            | 29                                            | Střely   | 30                  | Rozhodčí: Peter Stano Filip Vrba Čároví: Daniel Hynek Jiří Svoboda |

| 10. dubna 2025 18:00 | Mountfield HK | 1 : 5 (1:2, 0:0, 0:3) | HC Dynamo Pardubice | ČPP aréna, Hradec Králové Návštěvnost: 6 558 |  |

| Report                    |                           |                         | |                                                                  |
| Stanislav Škorvánek       | Stanislav Škorvánek       | Brankáři                | Roman Will | Rozhodčí: Robin Šír Adam Kika Čároví: Jiří Ondráček Michal Axman |
| Bunnaman (Dmowski) 02:17' | Bunnaman (Dmowski) 02:17' | 1:0 1:1 1:2 1:3 1:4 1:5 | 03:23' Kelemen (Červenka, Hájek) 05:20' Červenka (Smejkal, Mandát) 42:39' Smejkal (Čerešňák, Červenka) 51:36' Paulovič (Kondelík, Zbořil) 54:06' Čerešňák (Červenka, Smejkal) | Rozhodčí: Robin Šír Adam Kika Čároví: Jiří Ondráček Michal Axman |
| 10 min                    | 10 min                    | Tresty                  | 6 min | Rozhodčí: Robin Šír Adam Kika Čároví: Jiří Ondráček Michal Axman |
| 18                        | 18                        | Střely                  | 29 | Rozhodčí: Robin Šír Adam Kika Čároví: Jiří Ondráček Michal Axman |

Konečný stav série 1:4 na zápasy pro HC Dynamo Pardubice.

### Finále

#### HC Dynamo Pardubice (3.) – HC Kometa Brno (4.)
| 17. dubna 2025 18:00 | HC Dynamo Pardubice | 1 : 2 PP (0:0, 1:0, 0:1 - 0:1) | HC Kometa Brno | Enteria arena, Pardubice Návštěvnost: 10 194 (vyprodáno) |  |

| Report                          |                                 |             |                                                            |                                                                           |
| Roman Will                      | Roman Will                      | Brankáři    | Michal Postava                                             | Rozhodčí: Antonín Jeřábek Tomáš Mejzlík Čároví: Daniel Hynek Jiří Svoboda |
| Sedlák (Čerešňák, Radil) 34:54' | Sedlák (Čerešňák, Radil) 34:54' | 1:0 1:1 1:2 | 53:13' Ilomäki (Mueller) 53:13' Holland (Mueller, Zohorna) | Rozhodčí: Antonín Jeřábek Tomáš Mejzlík Čároví: Daniel Hynek Jiří Svoboda |
| 6 min                           | 6 min                           | Tresty      | 8 min                                                      | Rozhodčí: Antonín Jeřábek Tomáš Mejzlík Čároví: Daniel Hynek Jiří Svoboda |
| 33                              | 33                              | Střely      | 28                                                         | Rozhodčí: Antonín Jeřábek Tomáš Mejzlík Čároví: Daniel Hynek Jiří Svoboda |

| 18. dubna 2025 18:00 | HC Dynamo Pardubice | 2 : 1 (0:0, 2:1, 0:0) | HC Kometa Brno | Enteria arena, Pardubice Návštěvnost: 10 194 (vyprodáno) |  |

| Report                                                          |                                                                 |             |                                    |                                                                      |
| Roman Will                                                      | Roman Will                                                      | Brankáři    | Michal Postava                     | Rozhodčí: Jiří Ondráček Peter Stano Čároví: Michal Zíka Petr Šimánek |
| Sedlák (Jones, Čerešňák) 31:44' Kondelík (Jones, Zbořil) 32:26' | Sedlák (Jones, Čerešňák) 31:44' Kondelík (Jones, Zbořil) 32:26' | 0:1 1:1 2:1 | 27:07' Zohorna (Zbořil, Zábranský) | Rozhodčí: Jiří Ondráček Peter Stano Čároví: Michal Zíka Petr Šimánek |
| 2 min                                                           | 2 min                                                           | Tresty      | 6 min                              | Rozhodčí: Jiří Ondráček Peter Stano Čároví: Michal Zíka Petr Šimánek |
| 33                                                              | 33                                                              | Střely      | 18                                 | Rozhodčí: Jiří Ondráček Peter Stano Čároví: Michal Zíka Petr Šimánek |

| 21. dubna 2025 19:00 | HC Kometa Brno | 1 : 4 (0:0, 0:2, 1:2) | HC Dynamo Pardubice | Winning Group Arena, Brno Návštěvnost: 7 700 (vyprodáno) |  |

| Report                    |                           |                     | |                                                                    |
| Michal Postava            | Michal Postava            | Brankáři            | Roman Will | Rozhodčí: Jan Hribik Lukáš Květoň Čároví: Jiří Ondráček Josef Špůr |
| Ilomäki (Pospíšil) 45:04' | Ilomäki (Pospíšil) 45:04' | 0:1 0:2 1:2 1:3 1:4 | 27:38' Smejkal (Jones, Červenka) 39:00' Vondráček (Sedlák, Kousal) 49:17' Sedlák (Čerešňák, Kousal) 58:50' Mandát (Červenka) | Rozhodčí: Jan Hribik Lukáš Květoň Čároví: Jiří Ondráček Josef Špůr |
| 12 min                    | 12 min                    | Tresty              | 6 min | Rozhodčí: Jan Hribik Lukáš Květoň Čároví: Jiří Ondráček Josef Špůr |
| 26                        | 26                        | Střely              | 26 | Rozhodčí: Jan Hribik Lukáš Květoň Čároví: Jiří Ondráček Josef Špůr |

| 22. dubna 2025 18:00 | HC Kometa Brno | 7 : 4 (2:3, 2:1, 3:0) | HC Dynamo Pardubice | Winning Group Arena, Brno Návštěvnost: 7 700 (vyprodáno) |  |

| Report | |                                             | |                                                                     |
| Michal Postava | Michal Postava | Brankáři                                    | Roman Will | Rozhodčí: Adam Kika Robin Šír Čároví: Daniel Hynek Miroslav Lhotský |
| Ilomäki (Pospíšil, Ďaloga) 04:34' Cingeľ (Stránský, Flek) 15:52' Ilomäki (Davidson) 20:13' Flek (Ďaloga) 20:22' Ilomäki (Mueller, Zábranský) 44:40' Flek (Stránský, Zohorna) 53:06' Ilomäki (Beaudin, Pospíšil) 54:58' | Ilomäki (Pospíšil, Ďaloga) 04:34' Cingeľ (Stránský, Flek) 15:52' Ilomäki (Davidson) 20:13' Flek (Ďaloga) 20:22' Ilomäki (Mueller, Zábranský) 44:40' Flek (Stránský, Zohorna) 53:06' Ilomäki (Beaudin, Pospíšil) 54:58' | 0:1 1:1 1:2 1:3 2:3 3:3 4:3 4:4 5:4 6:4 7:4 | 03:38' Mandát (Červenka) 05:25' Mandát (Červenka, Sedlák) 11:53' Mandát (Červenka, Sedlák) 36:50' Smejkal (Kondelík, Jones) | Rozhodčí: Adam Kika Robin Šír Čároví: Daniel Hynek Miroslav Lhotský |
| 7 min | 7 min | Tresty                                      | 10 min | Rozhodčí: Adam Kika Robin Šír Čároví: Daniel Hynek Miroslav Lhotský |
| 23 | 23 | Střely                                      | 47 | Rozhodčí: Adam Kika Robin Šír Čároví: Daniel Hynek Miroslav Lhotský |

| 25. dubna 2025 18:00 | HC Dynamo Pardubice | 2 : 4 (0:1, 0:2, 2:1) | HC Kometa Brno | Enteria arena, Pardubice Návštěvnost: 10 194 (vyprodáno) |  |

| Report                                           |                                                  |                         |                                                                                                 |                                                                         |
| Roman Will                                       | Roman Will                                       | Brankáři                | Michal Postava                                                                                  | Rozhodčí: Antonín Jeřábek Lukáš Květoň Čároví: Jiří Ondráček Josef Špůr |
| Kousal (Hájek) 41:22' Kondelík (Červenka) 50:28' | Kousal (Hájek) 41:22' Kondelík (Červenka) 50:28' | 0:1 0:2 0:3 1:3 2:3 2:4 | 05:49' Konečný (Kos, Holland) 20:59' H. Zohorna (Mueller) 23:45' Kollár (Zábranský) 59:58' Flek | Rozhodčí: Antonín Jeřábek Lukáš Květoň Čároví: Jiří Ondráček Josef Špůr |
| 8 min                                            | 8 min                                            | Tresty                  | 10 min                                                                                          | Rozhodčí: Antonín Jeřábek Lukáš Květoň Čároví: Jiří Ondráček Josef Špůr |
| 38                                               | 38                                               | Střely                  | 18                                                                                              | Rozhodčí: Antonín Jeřábek Lukáš Květoň Čároví: Jiří Ondráček Josef Špůr |

| 27. dubna 2025 17:00 | HC Kometa Brno | 1 : 5 (0:1, 0:1, 1:3) | HC Dynamo Pardubice | Winning Group Arena, Brno Návštěvnost: 7 700 (vyprodáno) |  |

| Report                          |                                 |                         | |                                                                  |
| Michal Postava                  | Michal Postava                  | Brankáři                | Roman Will | Rozhodčí: Robin Šír Filip Vrba Čároví: Daniel Hynek Petr Šimánek |
| Pospíšil (Cingeľ, Ferda) 55:40' | Pospíšil (Cingeľ, Ferda) 55:40' | 0:1 0:2 0:3 1:3 1:4 1:5 | 11:51' Sedlák (Kondelík) 22:33' Sedlák 43:38' Radil (Vála) 58:37' Mandát (Dvořák) 58:52' Smejkal (Kondelík, Vála) | Rozhodčí: Robin Šír Filip Vrba Čároví: Daniel Hynek Petr Šimánek |
| 4 min                           | 4 min                           | Tresty                  | 8 min | Rozhodčí: Robin Šír Filip Vrba Čároví: Daniel Hynek Petr Šimánek |
| 20                              | 20                              | Střely                  | 27 | Rozhodčí: Robin Šír Filip Vrba Čároví: Daniel Hynek Petr Šimánek |

| 29. dubna 2025 18:00 | HC Dynamo Pardubice | 0 : 3 (0:1, 0:0, 0:2) | HC Kometa Brno | Enteria arena, Pardubice Návštěvnost: 10 194 (vyprodáno) |  |

| Report     |            |             |                                                                                            |                                                                   |
| Roman Will | Roman Will | Brankáři    | Michal Postava                                                                             | Rozhodčí: Lukáš Květoň Robin Šír Čároví: Jiří Ondráček Josef Špůr |
|            |            | 0:1 0:2 0:3 | 12:59' Mueller (Zbořil, Zohorna) 44:48' Ilomäki (Zábranský, Pospíšil) 55:52' Kollár (Flek) | Rozhodčí: Lukáš Květoň Robin Šír Čároví: Jiří Ondráček Josef Špůr |
| 6 min      | 6 min      | Tresty      | 2 min                                                                                      | Rozhodčí: Lukáš Květoň Robin Šír Čároví: Jiří Ondráček Josef Špůr |
| 21         | 21         | Střely      | 20                                                                                         | Rozhodčí: Lukáš Květoň Robin Šír Čároví: Jiří Ondráček Josef Špůr |

Konečný stav série 3:4 na zápasy pro HC Kometa Brno.

## Hráčské statistiky play-off

### Kanadské bodování
Toto je pořadí hráčů podle dosažených bodů. Za jeden vstřelený gól nebo přihrávku na gól hráč získal jeden bod. 
| Poř. | Hráč             | Tým                          | Z | G | A | B | TM | +/- |
| ---- | ---------------- | ---------------------------- | - | - | - | - | -- | --- |
| 1.   | Vít Jiskra       | HC Energie Karlovy Vary      | 9 | 4 | 4 | 8 | 0  | +4  |
| 2.   | Milan Gulaš      | Banes Motor České Budějovice | 8 | 3 | 5 | 8 | 8  | +2  |
| 3.   | Ondřej Procházka | HC Energie Karlovy Vary      | 9 | 5 | 2 | 7 | 2  | +3  |
| 4.   | Andrej Nestrašil | HC Oceláři Třinec            | 8 | 1 | 6 | 7 | 2  | 0   |
| 5.   | Tomáš Cibulka    | Banes Motor České Budějovice | 9 | 0 | 7 | 7 | 27 | -1  |
| 6.   | Julius Junttila  | BK Mladá Boleslav            | 8 | 1 | 5 | 6 | 0  | +4  |
| 7.   | Ondřej Kovařčík  | HC Oceláři Třinec            | 8 | 4 | 1 | 5 | 2  | +2  |
| 7.   | Steve Moses      | BK Mladá Boleslav            | 8 | 4 | 1 | 5 | 2  | +2  |
| 7.   | Tomáš Fořt       | BK Mladá Boleslav            | 8 | 4 | 1 | 5 | 0  | +2  |
| 10.  | Tomáš Kundrátek  | HC Oceláři Třinec            | 8 | 3 | 2 | 5 | 10 | -3  |

### Hodnocení brankářů
Toto je pořadí nejlepších deseti brankářů. 
| Poř. | Hráč               | Tým                 | Z  | MIN | OG | PZ  | PS  | POG  | Úsp%  |
| ---- | ------------------ | ------------------- | -- | --- | -- | --- | --- | ---- | ----- |
| 1.   | Roman Will         | HC Dynamo Pardubice | 4  | 246 | 5  | 115 | 120 | 1.22 | 95.83 |
| 2.   | Gašper Krošelj     | HC Kometa Brno      | 3  | 179 | 4  | 70  | 74  | 1.34 | 94.59 |
| 3.   | Petr Kváča         | Bílí Tygři Liberec  | 5  | 321 | 9  | 139 | 148 | 1.68 | 93.92 |
| 4.   | Dominik Furch      | BK Mladá Boleslav   | 10 | 594 | 22 | 310 | 332 | 2.22 | 93.37 |
| 5.   | Dominik Hrachovina | HC VÍTKOVICE RIDERA | 5  | 327 | 14 | 181 | 195 | 2.57 | 92.82 |
| 6.   | Šimon Zajíček      | HC VERVA Litvínov   | 3  | 160 | 7  | 89  | 96  | 2.63 | 92.71 |
| 7.   | Matej Tomek        | HC VERVA Litvínov   | 2  | 92  | 3  | 37  | 40  | 1.96 | 92.50 |
| 8.   | Michal Postava     | HC Kometa Brno      | 2  | 127 | 6  | 71  | 77  | 2.83 | 92.21 |
| 9.   | Ondřej Kacetl      | HC Oceláři Třinec   | 9  | 564 | 22 | 232 | 254 | 2.34 | 91.34 |
| 10.  | Nick Malík         | HC Škoda Plzeň      | 4  | 238 | 8  | 82  | 90  | 2.02 | 91.11 |

## Baráž o extraligu
| 16. dubna 2025 18:00 | HC Olomouc | 2 : 1 SN (1:1, 0:0, 0:0 – 0:0 – 1:0) | HC Dukla Jihlava | Zimní stadion Olomouc, Olomouc Návštěvnost: 5 500 (vyprodáno) |  |

| Report                                           |                                                  |                                        |                                                                   |                                                                             |
| Matěj Machovský                                  | Matěj Machovský                                  | Brankáři                               | Adam Beran                                                        | Rozhodčí: Jiří Ondráček Filip Vrba Čároví: Jiří Ondráček František Štěpánek |
| Orsava (Macuh) 19:51' Kusko Orsava Kunc Fridrich | Orsava (Macuh) 19:51' Kusko Orsava Kunc Fridrich | 0:1 1:1 Samostatné nájezdy 0:0 1:0 0:0 | 16:47' Kulda (Cachnín) Cachnín Pořízek Čachotský Burkov Jungwirth | Rozhodčí: Jiří Ondráček Filip Vrba Čároví: Jiří Ondráček František Štěpánek |
| 20 min                                           | 20 min                                           | Tresty                                 | 43 min                                                            | Rozhodčí: Jiří Ondráček Filip Vrba Čároví: Jiří Ondráček František Štěpánek |
| 47                                               | 47                                               | Střely                                 | 25                                                                | Rozhodčí: Jiří Ondráček Filip Vrba Čároví: Jiří Ondráček František Štěpánek |

| 17. dubna 2025 17:00 | HC Olomouc | 6 : 0 (0:0, 4:0, 2:0) | HC Dukla Jihlava | Zimní stadion Olomouc, Olomouc Návštěvnost: 5 500 (vyprodáno) |  |

| Report | |                         |            |                                                                      |
| Matěj Machovský | Matěj Machovský | Brankáři                | Adam Beran | Rozhodčí: Daniel Pražák Lukáš Květoň Čároví: Matěj Zíka Petr Šimánek |
| Švrček (Plášek, Kusko) 23:10' Fridrich (Černý, Švrček) 31:31' Navrátil (Orsava, Sirota) 35:04' Kunc (Fridrich, Sirota) 39:17' Kohout 44:50' Fridrich (Macuh) 47:24' | Švrček (Plášek, Kusko) 23:10' Fridrich (Černý, Švrček) 31:31' Navrátil (Orsava, Sirota) 35:04' Kunc (Fridrich, Sirota) 39:17' Kohout 44:50' Fridrich (Macuh) 47:24' | 1:0 2:0 3:0 4:0 5:0 6:0 |            | Rozhodčí: Daniel Pražák Lukáš Květoň Čároví: Matěj Zíka Petr Šimánek |
| 11 min | 11 min | Tresty                  | 15 min     | Rozhodčí: Daniel Pražák Lukáš Květoň Čároví: Matěj Zíka Petr Šimánek |
| 47 | 47 | Střely                  | 15         | Rozhodčí: Daniel Pražák Lukáš Květoň Čároví: Matěj Zíka Petr Šimánek |

| 20. dubna 2025 17:00 | HC Dukla Jihlava | 1 : 2 (1:0, 0:2, 0:0) | HC Olomouc | Zimní stadion Olomouc, Olomouc Návštěvnost: 5 013 |  |

| Report                   |                          |             |                                                         |                                                                 |
| Adam Beran               | Adam Beran               | Brankáři    | Matěj Machovský                                         | Rozhodčí: Robin Šír Tomáš Cabák Čároví: Josef Špůr Michal Axman |
| Strejček (Burkov) 11:47' | Strejček (Burkov) 11:47' | 1:0 1:1 1:2 | 21:51' Navrátil (Fridrich) 23:19' Plášek (Kusko, Rutar) | Rozhodčí: Robin Šír Tomáš Cabák Čároví: Josef Špůr Michal Axman |
| 4 min                    | 4 min                    | Tresty      | 8 min                                                   | Rozhodčí: Robin Šír Tomáš Cabák Čároví: Josef Špůr Michal Axman |
| 21                       | 21                       | Střely      | 32                                                      | Rozhodčí: Robin Šír Tomáš Cabák Čároví: Josef Špůr Michal Axman |

| 21. dubna 2025 17:00 | HC Dukla Jihlava | 0 : 3 (0:1, 0:0, 0:2) | HC Olomouc | Zimní stadion Olomouc, Olomouc Návštěvnost: 4 711 |  |

| Report     |            |             |                                                                                             |                                                                            |
| Adam Beran | Adam Beran | Brankáři    | Matěj Machovský                                                                             | Rozhodčí: Daniel Pražák Jakub Šindel Čároví: Miroslav Lhotský Pavel Blažek |
|            |            | 0:1 0:2 0:3 | 06:08' Rutar (Plášek, Černý) 52:34' Nahodil (Sirota, Káňa) 58:52' Kohout (Rutar, Machovský) | Rozhodčí: Daniel Pražák Jakub Šindel Čároví: Miroslav Lhotský Pavel Blažek |
| 4 min      | 4 min      | Tresty      | 2 min                                                                                       | Rozhodčí: Daniel Pražák Jakub Šindel Čároví: Miroslav Lhotský Pavel Blažek |
| 19         | 19         | Střely      | 25                                                                                          | Rozhodčí: Daniel Pražák Jakub Šindel Čároví: Miroslav Lhotský Pavel Blažek |

Tým HC Olomouc zvítězil 4:0 na zápasy a zůstává v extralize i pro další ročník.

Všechny zápasy baráže hostila Olomouc. Jihlava vzhledem k výstavbě nové Horácké arény, s plánovaným otevřením na podzim 2025, hrála domácí zápasy první ligy v Emro aréně v Pelhřimově. Tento stadion však nesplňoval podmínky kladené na extraligové stadiony. Jiný stadion pro "domácí" zápasy se Dukle zajistit nepodařilo.

## Ocenění

### Hráč a trenér měsíce
| Měsíc    | Hráč             | Tým                | Trenér          | Tým                |
| -------- | ---------------- | ------------------ | --------------- | ------------------ |
| září     | Ondřej Kaše      | HC VERVA Litvínov  | Karel Mlejnek   | HC VERVA Litvínov  |
| říjen    | Ralfs Freibergs  | Mountfield HK      | Patrik Martinec | Mountfield HK      |
| listopad | Kristiāns Rubīns | HC Škoda Plzeň     | Josef Jandač    | HC Škoda Plzeň     |
| prosinec | Jakub Flek       | HC Kometa Brno     | Karel Mlejnek   | HC VERVA Litvínov  |
| leden    | Radim Šimek      | Bílí Tygři Liberec | Filip Pešán     | Bílí Tygři Liberec |
| únor     | Peter Mueller    | HC Kometa Brno     | Kamil Pokorný   | HC Kometa Brno     |

## Rozhodčí
Při utkání 11. kola Oceláři Třinec - Energie Karlovy Vary se zranil čárový arbitr Vít Lederer, který zápas nemohl z důvodu naražených žeber dopískat. Lederera nahradil od 2. třetiny druholigový čárový rozhodčí Tomáš Raszka.

#### Hlavní
- Všichni mimo Petera Stana

- 8 René Hradil
- 12 Roman Mrkva
- 13 Antonín Jeřábek
- 21 Robin Šír
- 52 Jakub Zeliska
- 56 Matěj Sýkora
- 57 Jan Jaroš
- 56 Lukáš Květoň
- 60 Daniel Pražák
- 62 Josef Barek
- 64 Tomáš Cabák
- 66 Adam Kika
- 72 Pavel Obadal
- 73 Tomáš Veselý
- 79 Jakub Šindel
- 82 Luděk Pilný
- 83 Filip Vrba
- 88 Jiří Ondráček II
- 96  Peter Stano
- 97 Jan Hribik
- 98 Tomáš Mejzlík

#### Čároví
- Všichni

- 16 Jaroslav Peluha (od dohrávky 41. kola)
- 48 (34. kolo) 26 (od 41. kola) Patrik Augusta ml. (od 34. kola)
- 28 Tomáš Brejcha
- 30 Pavel Blažek
- 31 Jakub Frodl
- 33 Tomáš Gerát
- 34 Marek Hlavatý
- 35 Daniel Hynek
- 36 František Štěpánek
- 39 Lukáš Kajínek
- 42 Vít Lederer
- 43 Miroslav Lhotský
- 45 Jiří Ondráček
- 47 David Thuma
- 48 Jakub Dědek
- 50 Jiří Svoboda
- 51 Josef Špůr
- 54 Michal Zíka
- 74 David Klouček
- 75 Lukáš Rampír
- 77 František Pěkný ml. (od 42. kola)
- 80 Vladimír Rožánek
- 81 Michal Axman
- 84 Petr Šimánek
- 89 Stanislav Hnát

## Konečné pořadí
| Pořadí           | Tým                          |
| ---------------- | ---------------------------- |
| Zlatá medaile    | HC Kometa Brno               |
| Stříbrná medaile | HC Dynamo Pardubice          |
| Bronzová medaile | HC Sparta Praha              |
| 4.               | Mountfield HK                |
| 5.               | HC Energie Karlovy Vary      |
| 6.               | Banes Motor České Budějovice |
| 7.               | BK Mladá Boleslav            |
| 8.               | HC Oceláři Třinec            |
| 9.               | HC Verva Litvínov            |
| 10.              | HC Škoda Plzeň               |
| 11.              | Bílí Tygři Liberec           |
| 12.              | HC Vítkovice Ridera          |
| 13.              | Rytíři Kladno                |
| 14.              | HC Olomouc                   |